# Armory Show

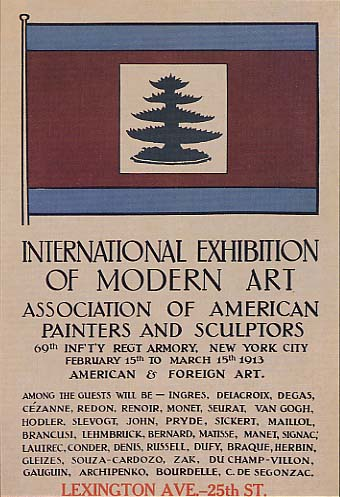
Pôster do Armory Show

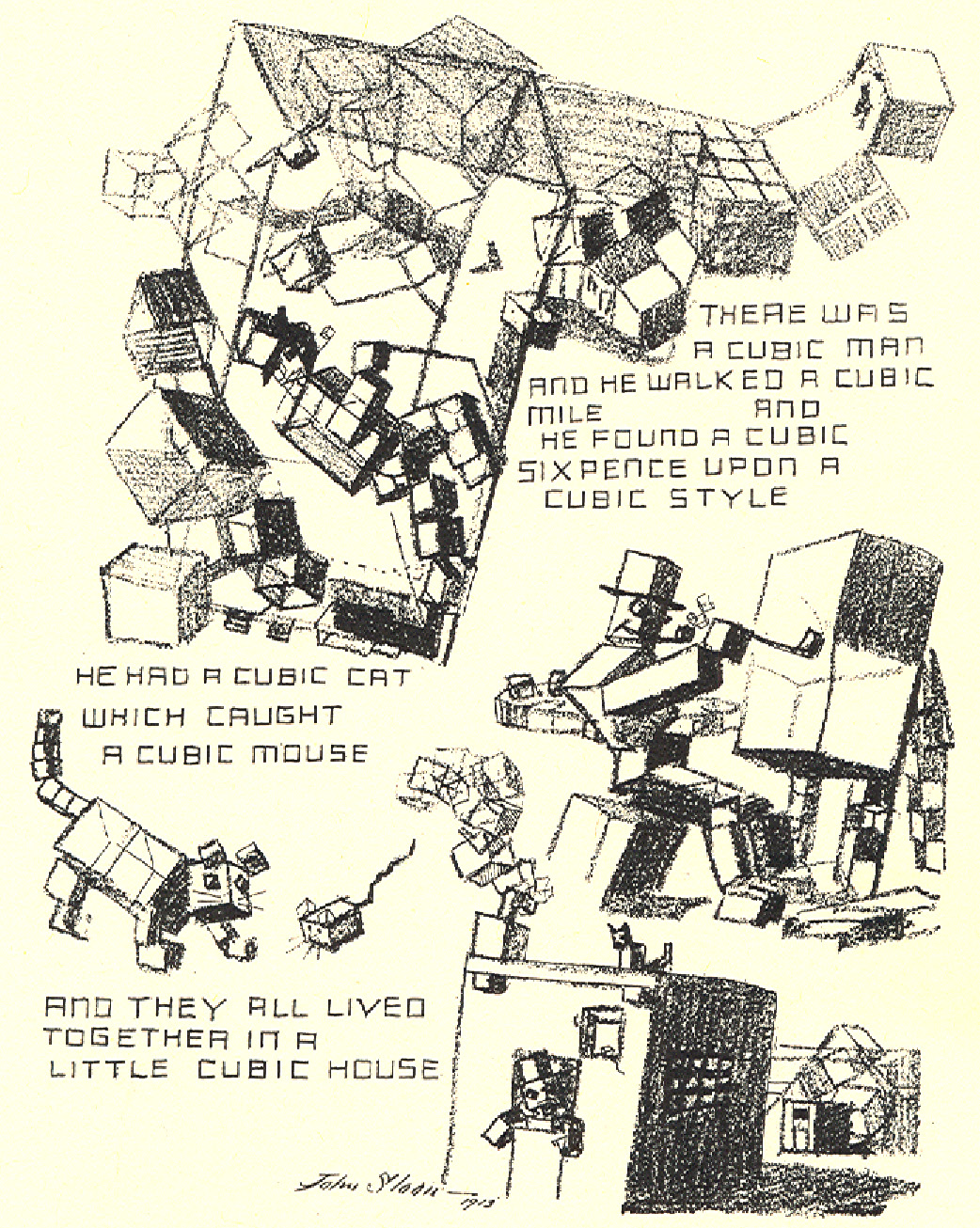
"Um leve ataque de terceira dimência provocado pelo estudo excessivo das tão faladas pinturas cubistas na Exposição Internacional de Nova York" por John French Sloan, abril de 1913.

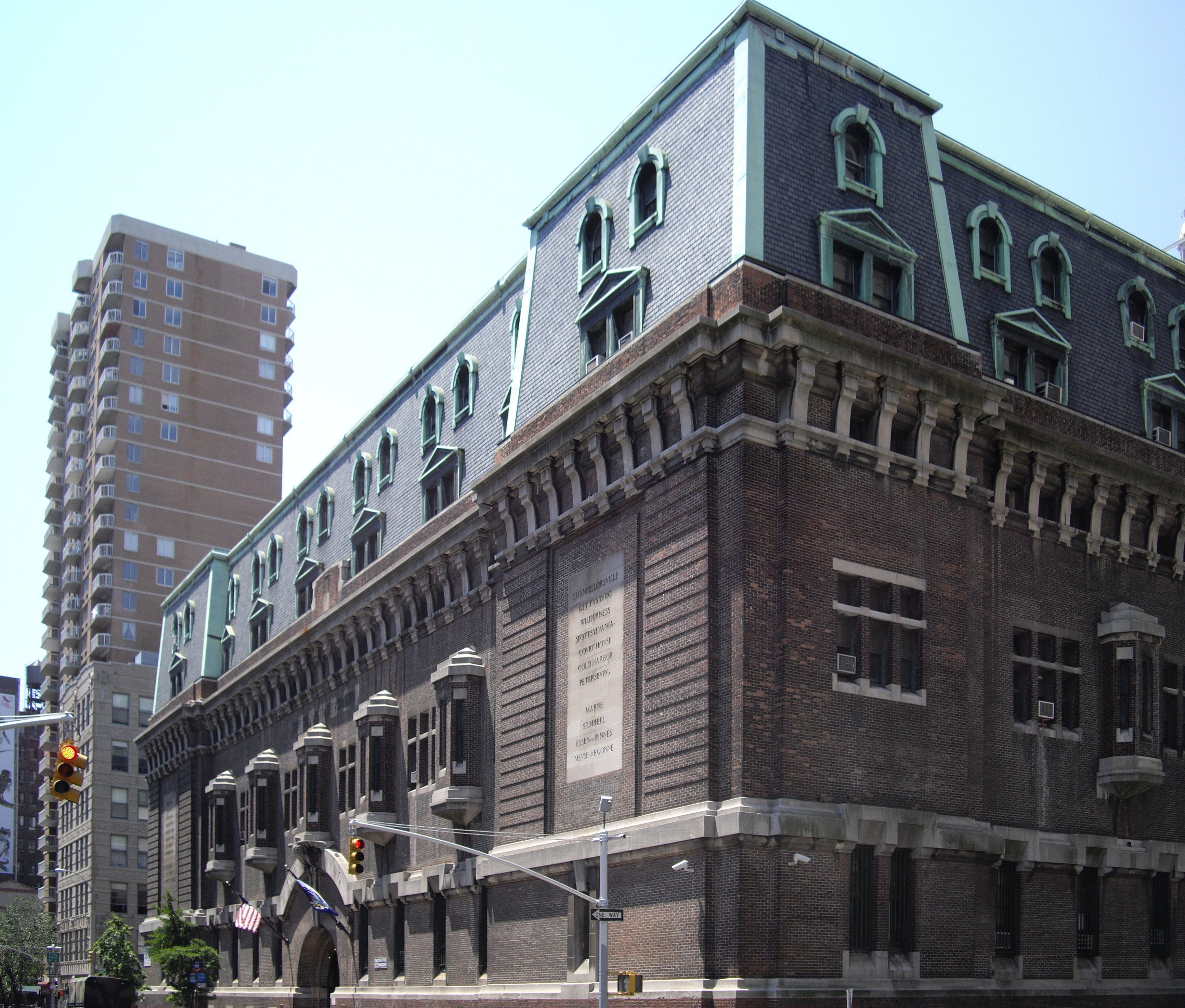
69th Regiment Armory em 2008

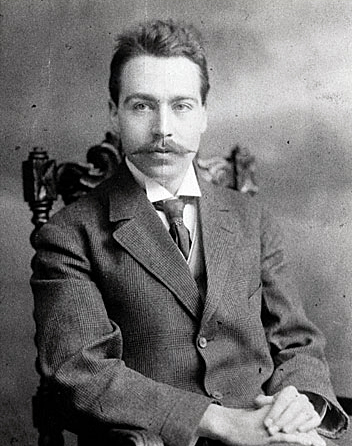
Walter Pach, organizador da exposição, por volta de 1909

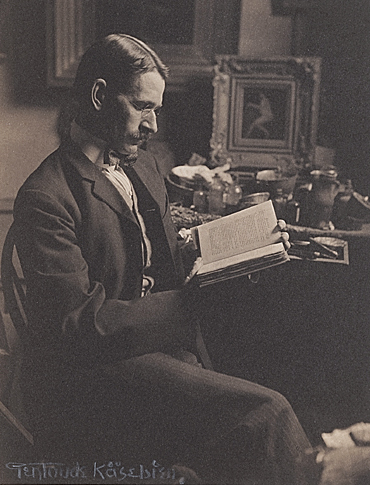
O organizador da exposição Arthur B. Davies, por volta de 1908

Exposição Internacional de Arte Moderna ou Armory Show foi uma mostra organizada pela Associação de Pintores e Escultores Estadunidenses em 1913. Foi a primeira grande exposição de arte moderna na América, bem como uma das muitas exposições que foram mantidos nos vastos espaços dos arsenais da Guarda Nacional dos EUA.
A exposição em três cidades começou no 69th Regiment Armory da cidade de Nova York, na Lexington Avenue entre 25th e 26th Streets, de 17 de fevereiro a 15 de março de 1913. A exposição foi para o Art Institute of Chicago e depois para The Copley Society of Art in Boston, onde, por falta de espaço, todas as obras de artistas americanos foram retiradas.

A mostra se tornou um evento importante na história da arte americana, apresentando aos americanos estupefatos, acostumados à arte realista, os estilos experimentais da vanguarda europeia, incluindo o fauvismo, o cubismo e o futurismo. O show serviu como um catalisador para artistas estadunidenses, que se tornaram mais independentes e criaram sua própria "linguagem artística".
As origens da mostra estão no surgimento de grupos progressistas e exposições independentes no início do século 20 (com precedentes franceses significativos), que desafiou os ideais estéticos, as políticas de exclusão e a autoridade da Academia Nacional de Design, enquanto expandia a exibição e as vendas oportunidades, aumentando o conhecimento público e ampliando o público para a arte contemporânea. 
A exposição original foi um sucesso estrondoso. Houve várias exposições que celebraram o seu legado ao longo do século XX.

## Lista de artistas
Abaixo está uma lista parcial dos artistas do show. Esses artistas estão todos listados no catálogo do 50º aniversário como tendo exibido no show Armory original de 1913.
- Robert Ingersoll Aitken
- Alexander Archipenko
- George Grey Barnard
- Chester Beach
- Gifford Beal
- Maurice Becker
- George Bellows
- Joseph Bernard
- Guy Pène du Bois
- Oscar Bluemner
- Hanns Bolz
- Pierre Bonnard
- Solon Borglum
- Antoine Bourdelle
- Constantin Brâncuși
- Georges Braque
- Bessie Marsh Brewer
- Patrick Henry Bruce
- Paul Burlin
- Theodore Earl Butler
- Charles Camoin
- Arthur Carles
- Mary Cassatt
- Oscar Cesare
- Paul Cézanne
- Robert Winthrop Chanler
- Pierre Puvis de Chavannes
- John Frederick Mowbray-Clarke
- Nessa Cohen
- Camille Corot
- Kate Cory
- Gustave Courbet
- Henri-Edmond Cross
- Leon Dabo
- Andrew Dasburg
- Honoré Daumier
- Jo Davidson
- Arthur B. Davies (Presidente)
- Stuart Davis
- Edgar Degas
- Eugène Delacroix
- Robert Delaunay
- Maurice Denis
- André Derain
- Katherine Sophie Dreier
- Marcel Duchamp
- Georges Dufrénoy
- Raoul Dufy
- Jacob Epstein
- Mary Foote
- Roger de La Fresnaye
- Othon Friesz
- Paul Gauguin
- William Glackens
- Albert Gleizes
- Vincent van Gogh
- Francisco Goya
- Marsden Hartley
- Childe Hassam
- Robert Henri
- Edward Hopper
- Ferdinand Hodler
- Jean Auguste Dominique Ingres
- James Dickson Innes
- Augustus John
- Gwen John
- Wassily Kandinsky
- Ernst Ludwig Kirchner
- Leon Kroll
- Walt Kuhn (Founder)
- Gaston Lachaise
- Marie Laurencin
- Ernest Lawson
- Henri de Toulouse-Lautrec
- Arthur Lee
- Fernand Léger
- Wilhelm Lehmbruck
- Jonas Lie
- George Luks
- Aristide Maillol
- Édouard Manet
- Henri Manguin
- Edward Middleton Manigault
- John Marin
- Albert Marquet
- Henri Matisse
- Alfred Henry Maurer
- Kenneth Hayes Miller
- David Milne
- Claude Monet
- Adolphe Monticelli
- Edvard Munch
- Ethel Myers
- Jerome Myers (Fundador)
- Elie Nadelman
- Olga Oppenheimer
- Walter Pach
- Jules Pascin
- Francis Picabia
- Pablo Picasso
- Camille Pissarro
- Maurice Prendergast
- Odilon Redon
- Pierre-Auguste Renoir
- Boardman Robinson
- Theodore Robinson
- Auguste Rodin
- Georges Rouault
- Henri Rousseau
- Morgan Russell
- Albert Pinkham Ryder
- André Dunoyer de Segonzac
- Georges Seurat
- Charles Sheeler
- Walter Sickert
- Paul Signac
- Alfred Sisley
- John Sloan
- Amadeo de Souza Cardoso
- Joseph Stella
- Felix E. Tobeen
- John Henry Twachtman
- Félix Vallotton
- Raymond Duchamp-Villon
- Jacques Villon
- Maurice de Vlaminck
- Bessie Potter Vonnoh
- Édouard Vuillard
- Abraham Walkowitz
- J. Alden Weir
- James Abbott McNeill Whistler
- Enid Yandell
- Jack B. Yeats
- Mahonri Young
- Marguerite Zorach
- William Zorach

### Lista de mulheres artistas
As mulheres do Armory Show incluíram artistas dos Estados Unidos e da Europa. Aproximadamente um quinto dos artistas eram mulheres, muitas das quais desde então foram negligenciadas.

## Imagens

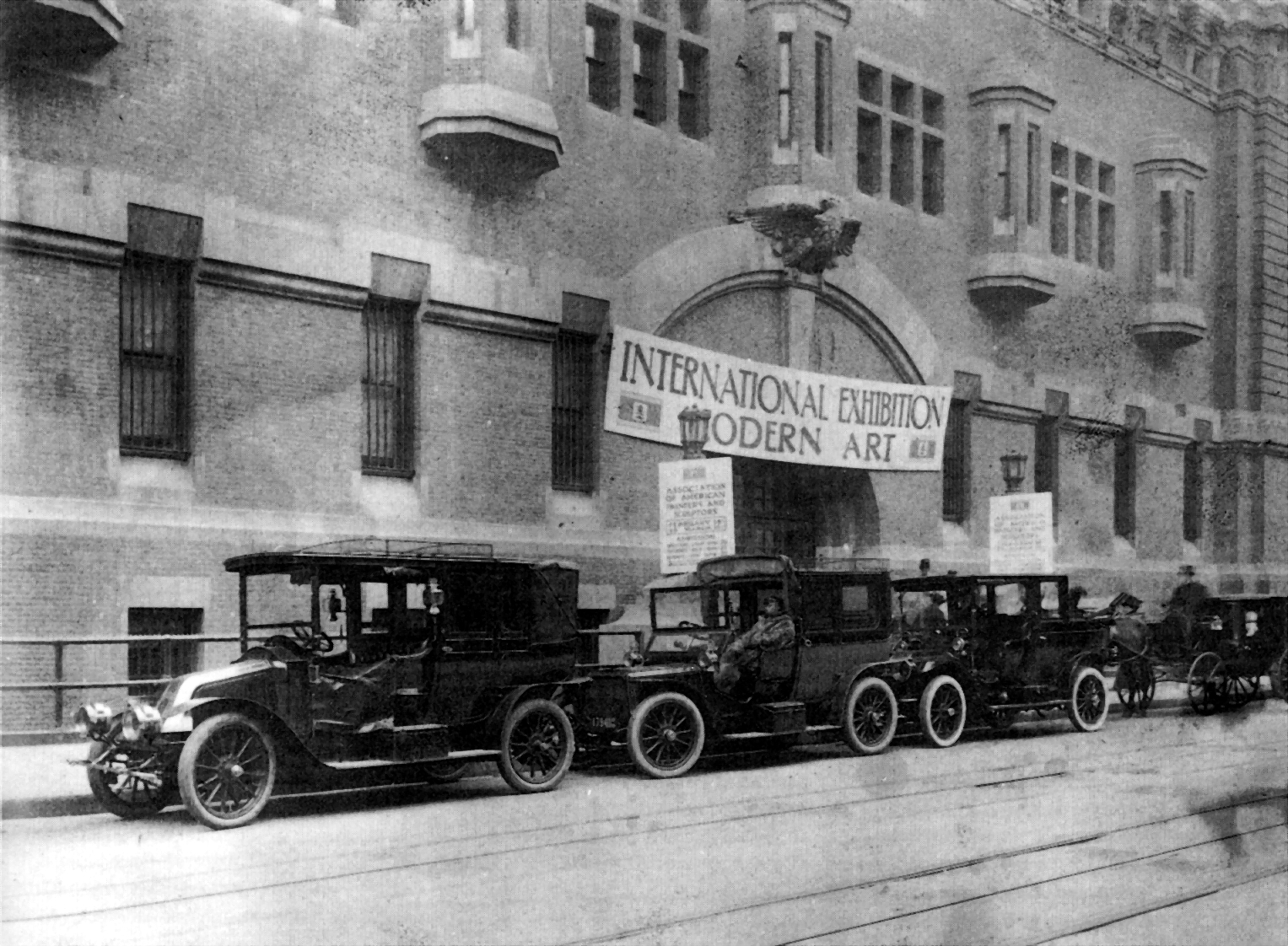
Entrada da Exposição, 1913, Nova York
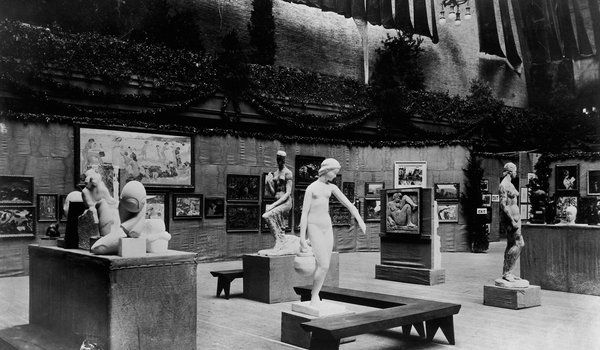
Vista interna da exposição, 1913, cidade de Nova York
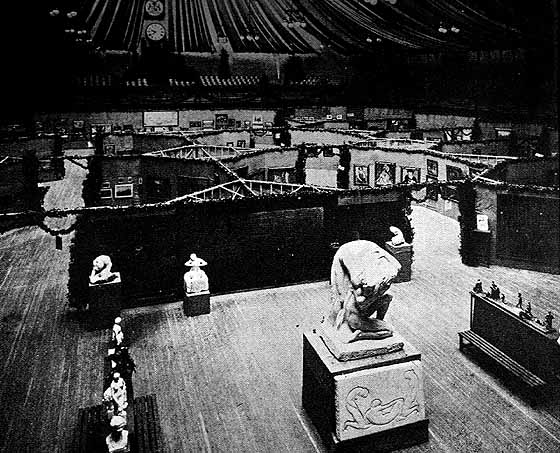
Vista interna da exposição, 1913, cidade de Nova York
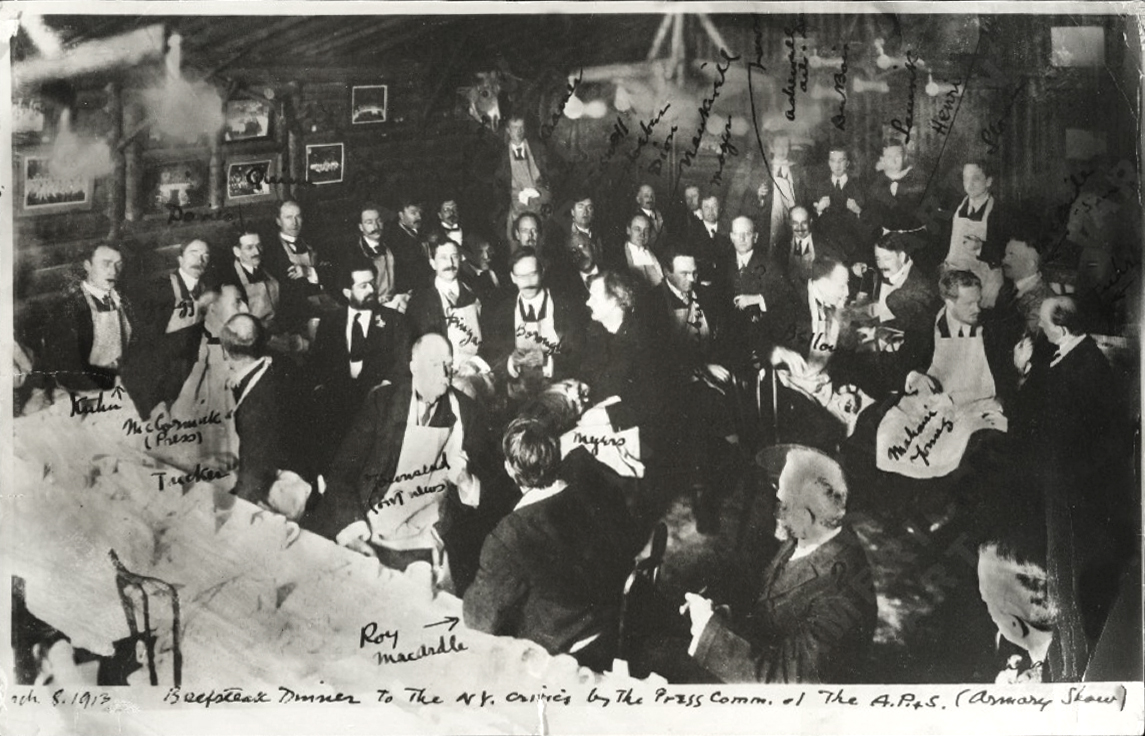
Artistas do Armory Show e membros da imprensa no jantar de bife oferecido pela Associação de Pintores e Escultores Americanos, 8 de março de 1913. Percy Rainford, fotógrafo. Documentos da família de Walt Kuhn e registros do Armory Show, Arquivos da Arte Americana, Smithsonian Institution
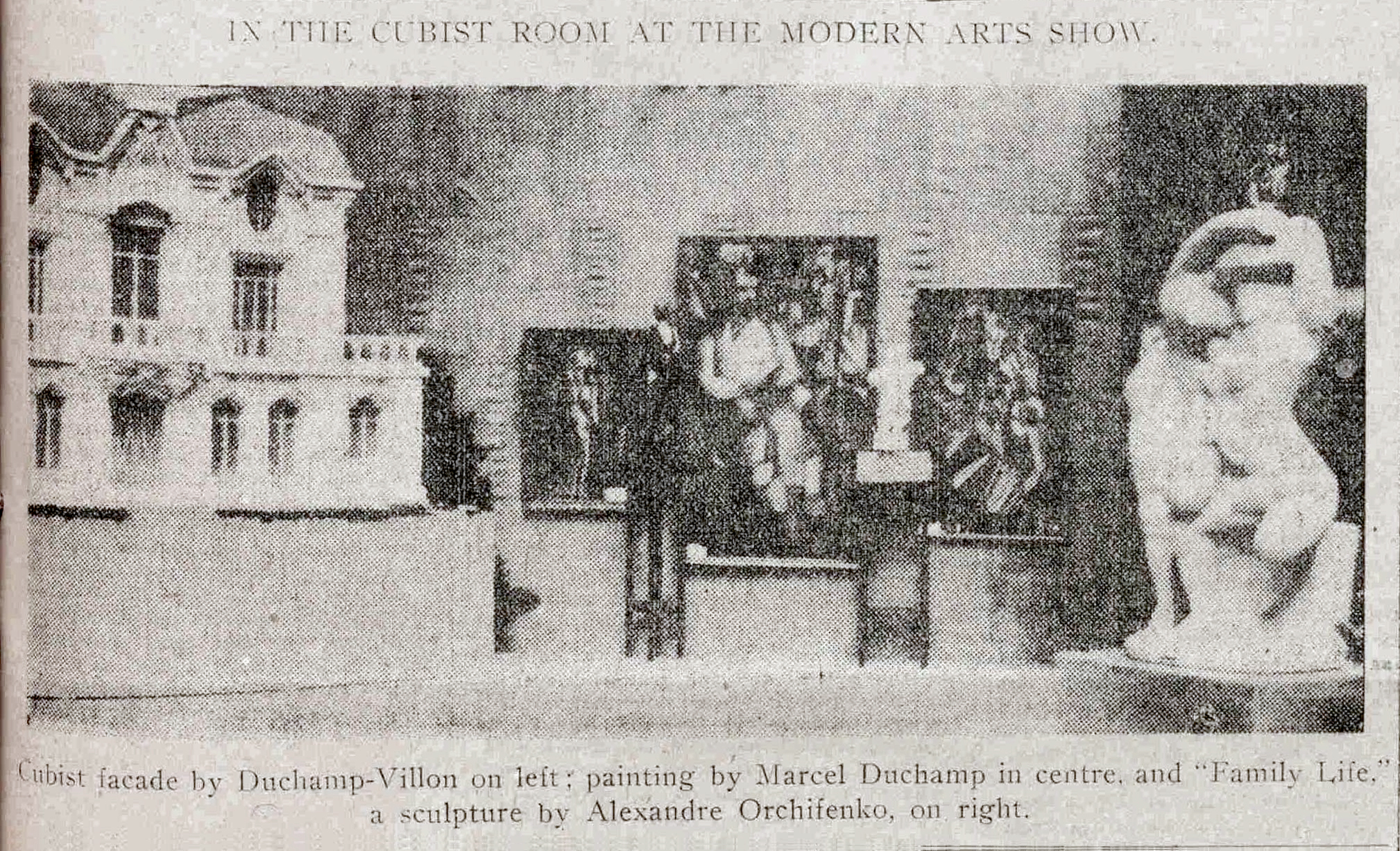
Foto da instalação da sala cubista, publicada no New York Tribune, 17 de fevereiro de 1913 (p. 7). Da esquerda para a direita: Raymond Duchamp-Villon, La Maison Cubiste (Projet d'Hotel), Casa cubista; Marcel Duchamp Nu (Estudo), Jovem Triste em um Trem; Albert Gleizes, L'Homme au Balcon, Homem na Varanda; Marcel Duchamp, Nude Descending a Staircase, No. 2 ; Alexander Archipenko, La Vie Familiale, Family Life

## Pintura e escultura selecionadas

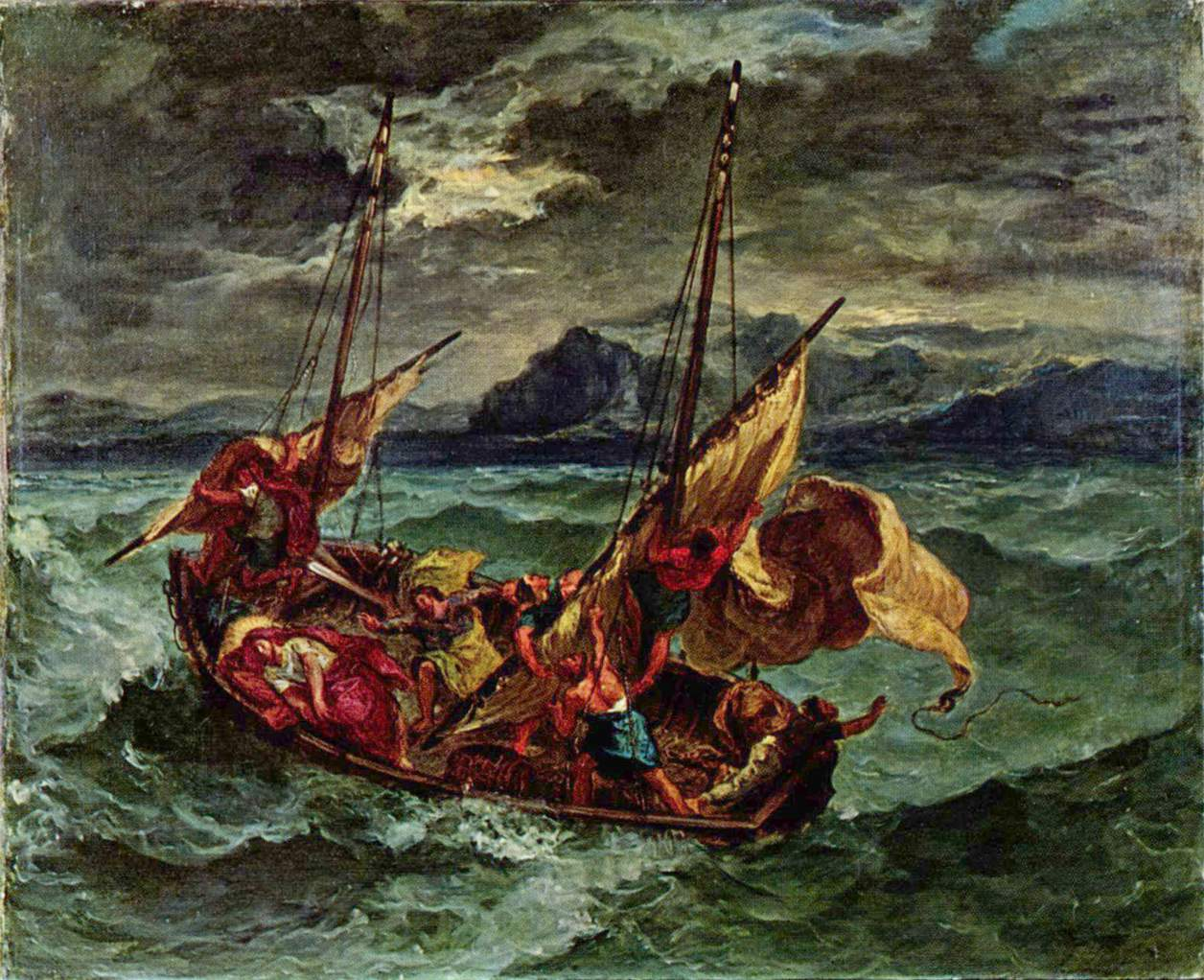
Eugène Delacroix, Cristo no Mar da Galiléia, 1854
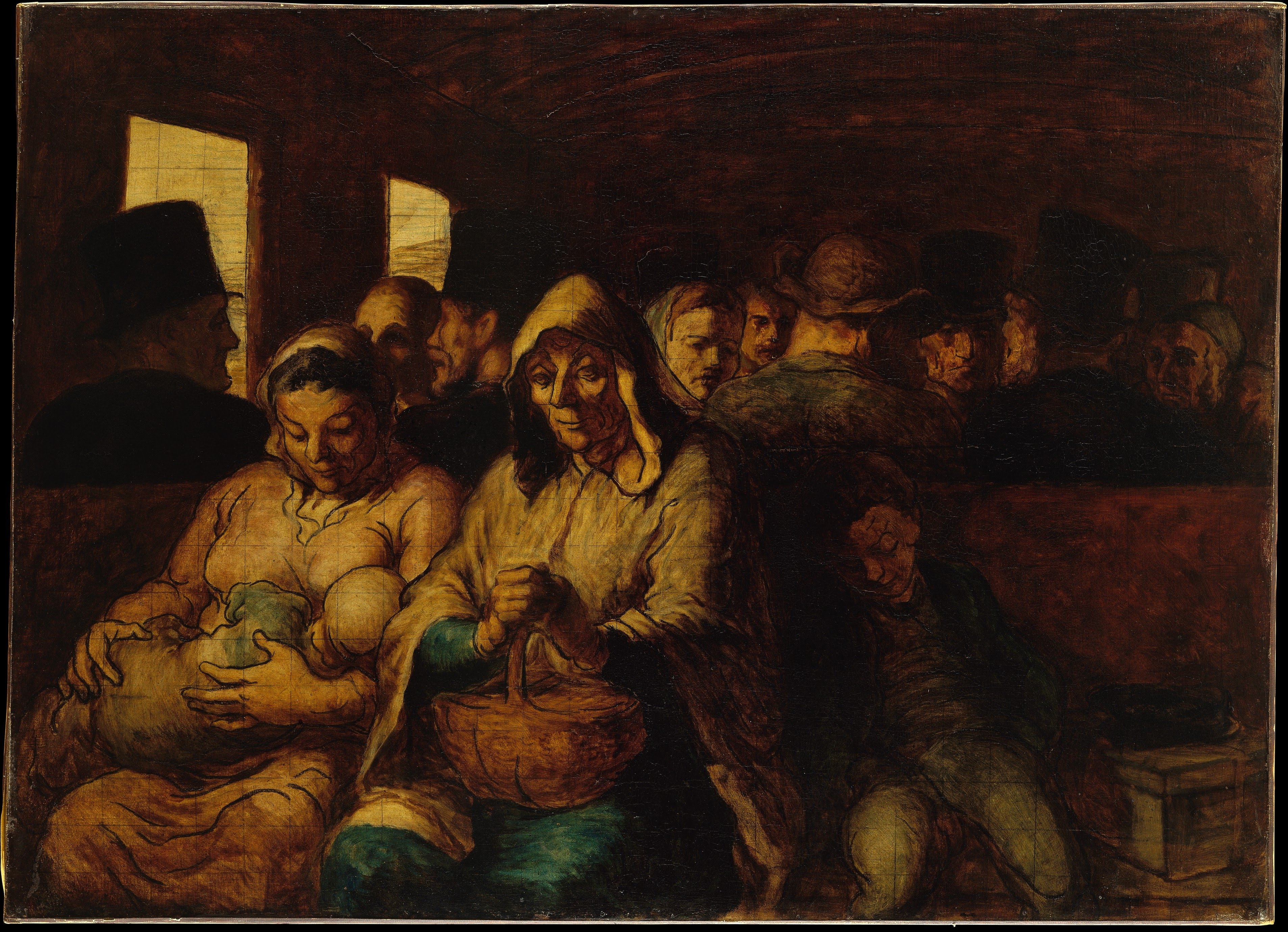
Honoré Daumier, The Third Class Wagon, 1862-1864
Édouard Manet, The Bullfight, 1866
James Abbott McNeill Whistler, Arranjo em Cinza e Preto: A Mãe do Artista 1871, popularmente conhecido como Mãe de Whistler, Musée d'Orsay, Paris. Embora Whistler fosse representado por quatro pinturas na mostra Armory, isso não foi incluído.
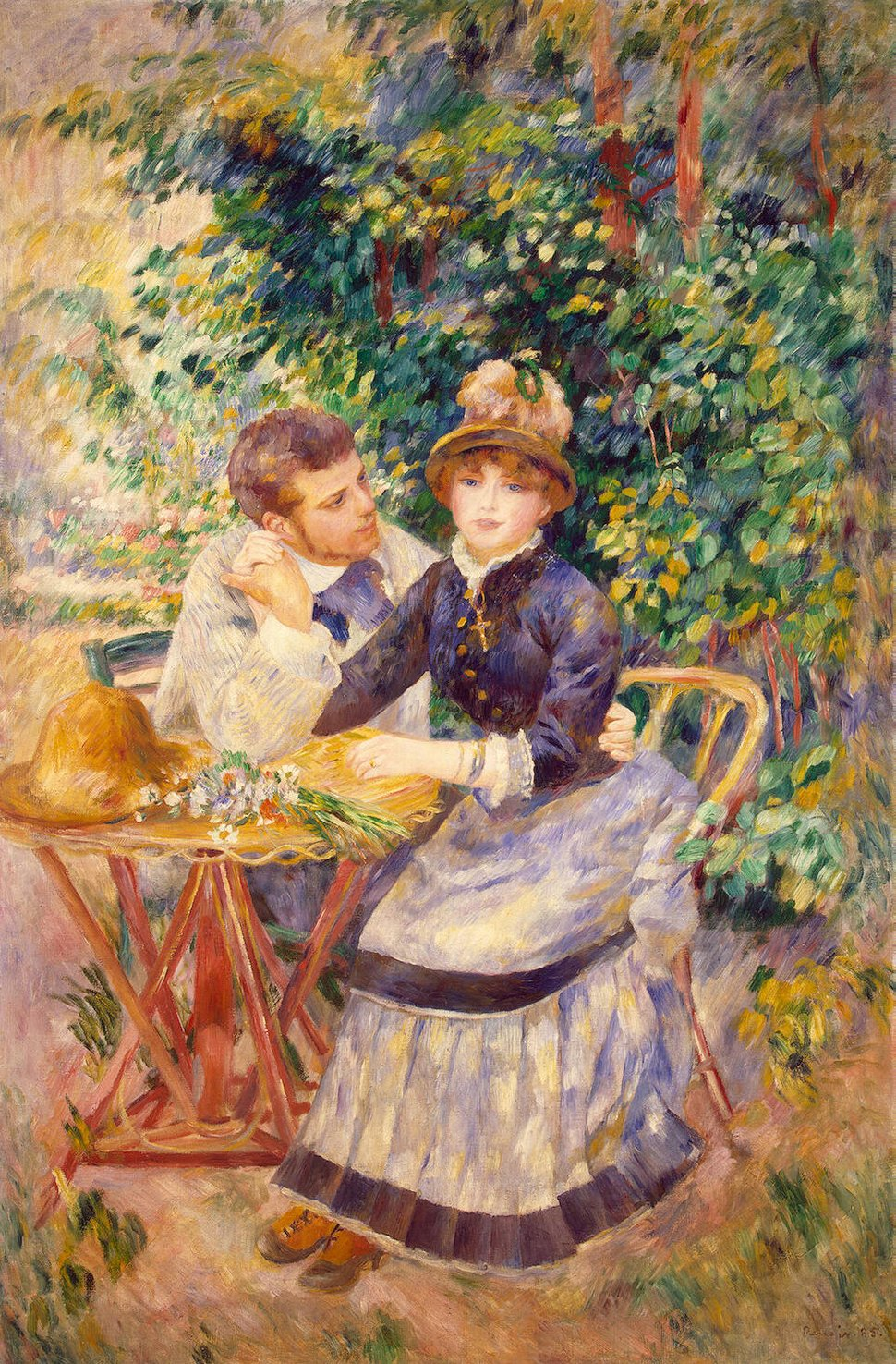
Pierre-Auguste Renoir, In The Garden 1885, Museu Hermitage, São Petersburgo
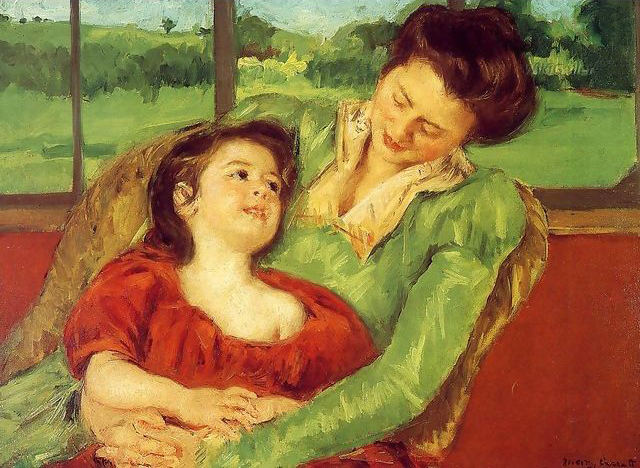
Mary Cassatt, Mère et enfant (Reine Lefebre e Margot antes de uma janela), c.1902
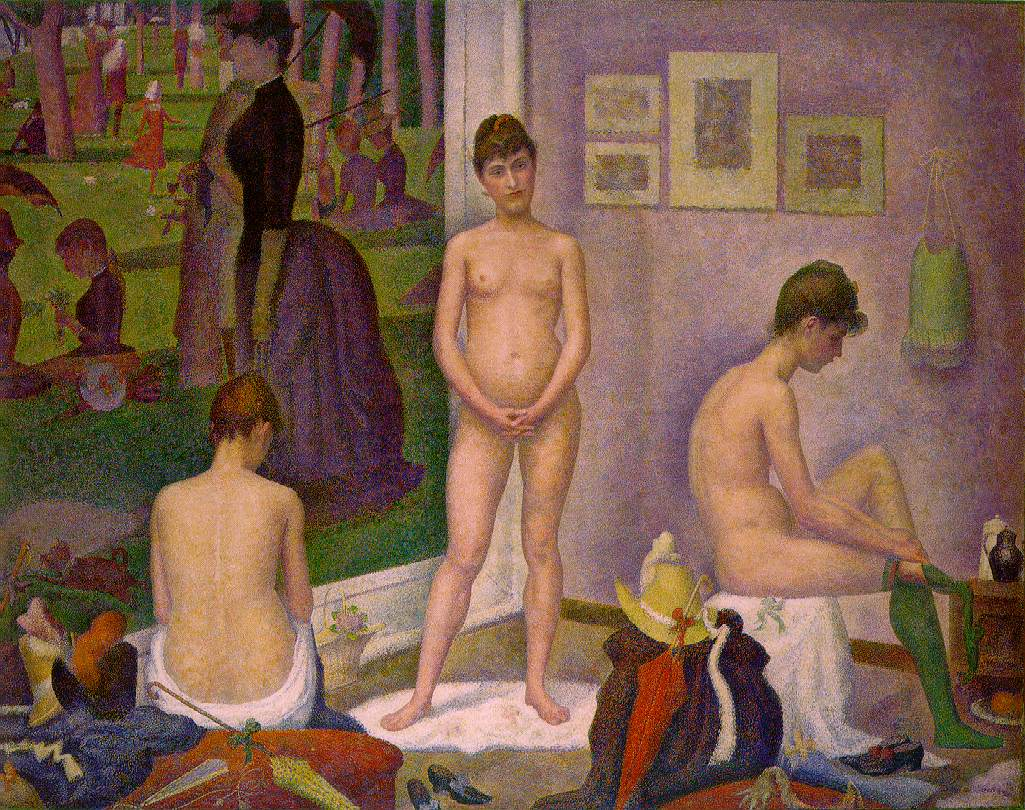
Georges Seurat, Modelos (Les Poseuses) 1886-88, Barnes Foundation, Filadélfia
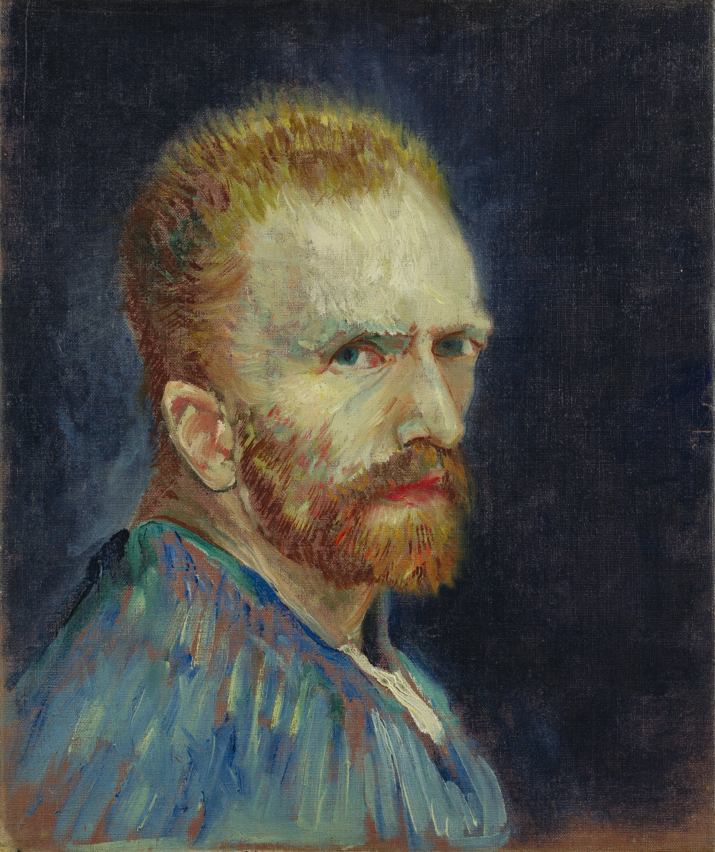
Vincent van Gogh, Auto-retrato, c. 1887, óleo sobre tela, 40 x 34 cm (15 ¾ por 13 ⅜ pol.). Museu de Arte Wadsworth Atheneum, Hartford, CT
Vincent van Gogh, Retrato de Adeline Ravoux 1890, Cleveland Museum of Art
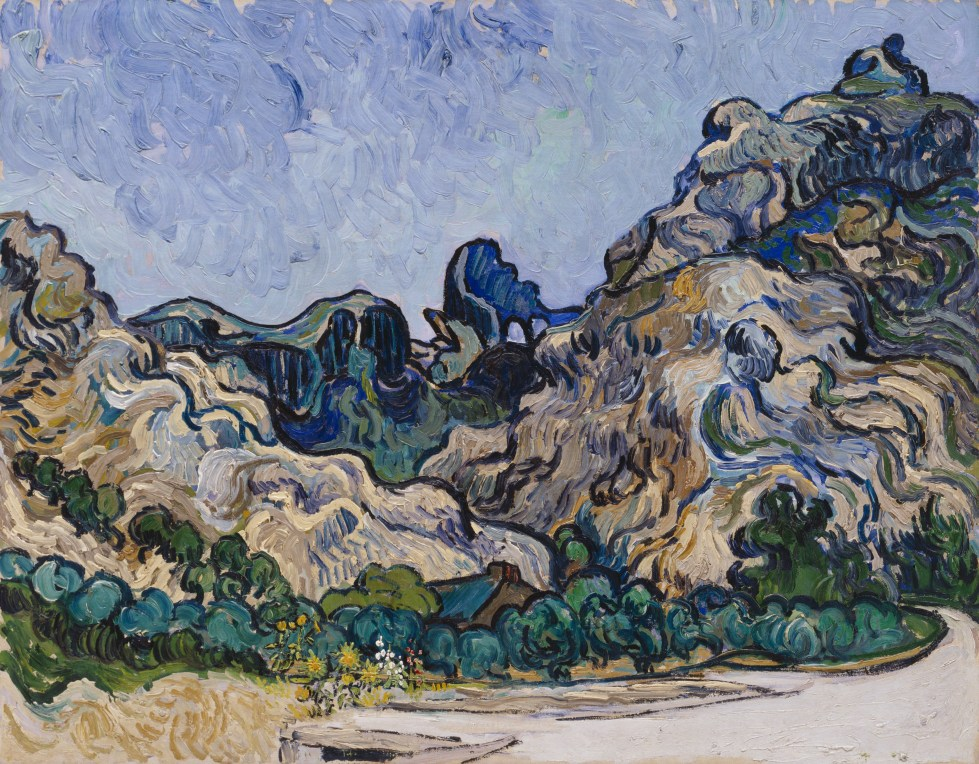
Vincent van Gogh, Montanha em Saint-Rémy, 1889, Museu Solomon R. Guggenheim
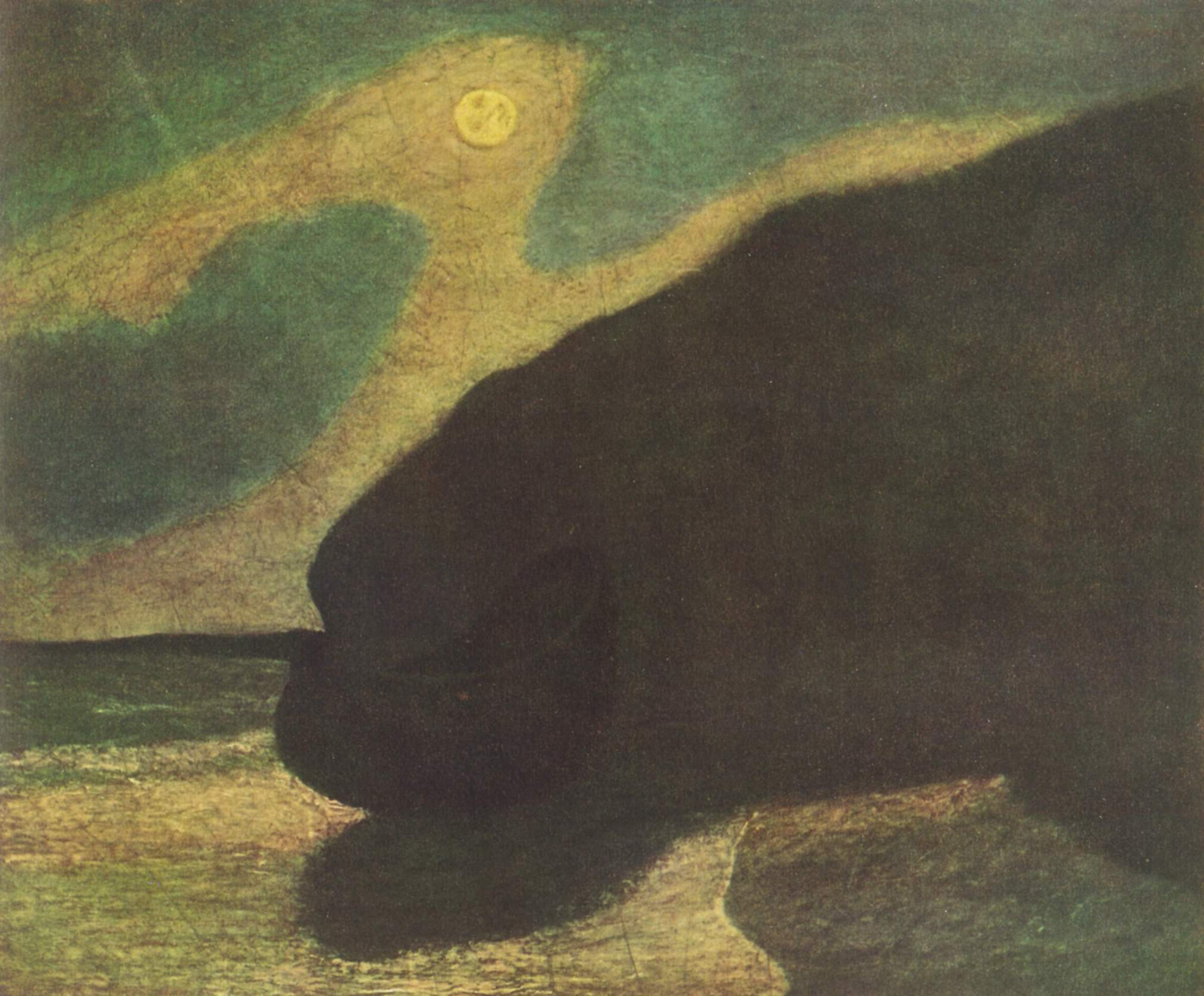
Albert Pinkham Ryder, Seacoast in Moonlight, 1890, a coleção Phillips, Washington, D.C.
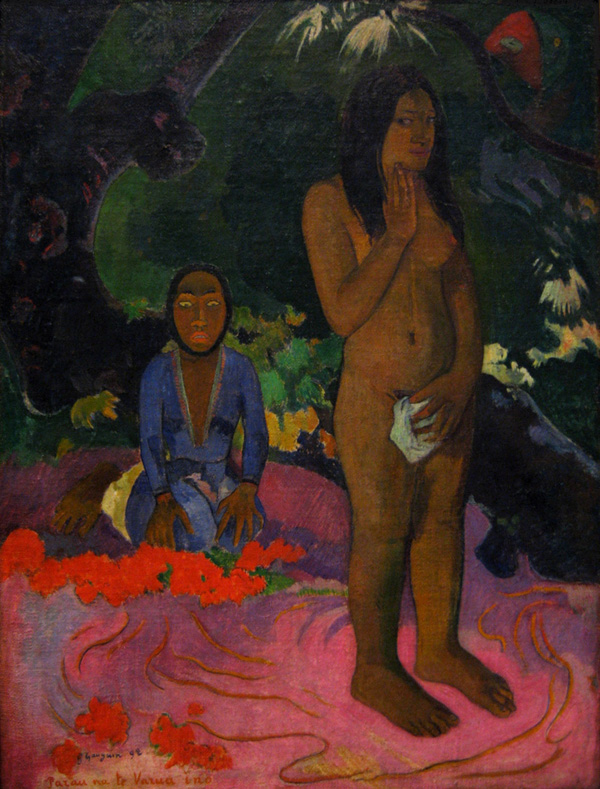
Paul Gauguin, Palavras do Diabo, 1892, National Gallery of Art, Washington, D.C.
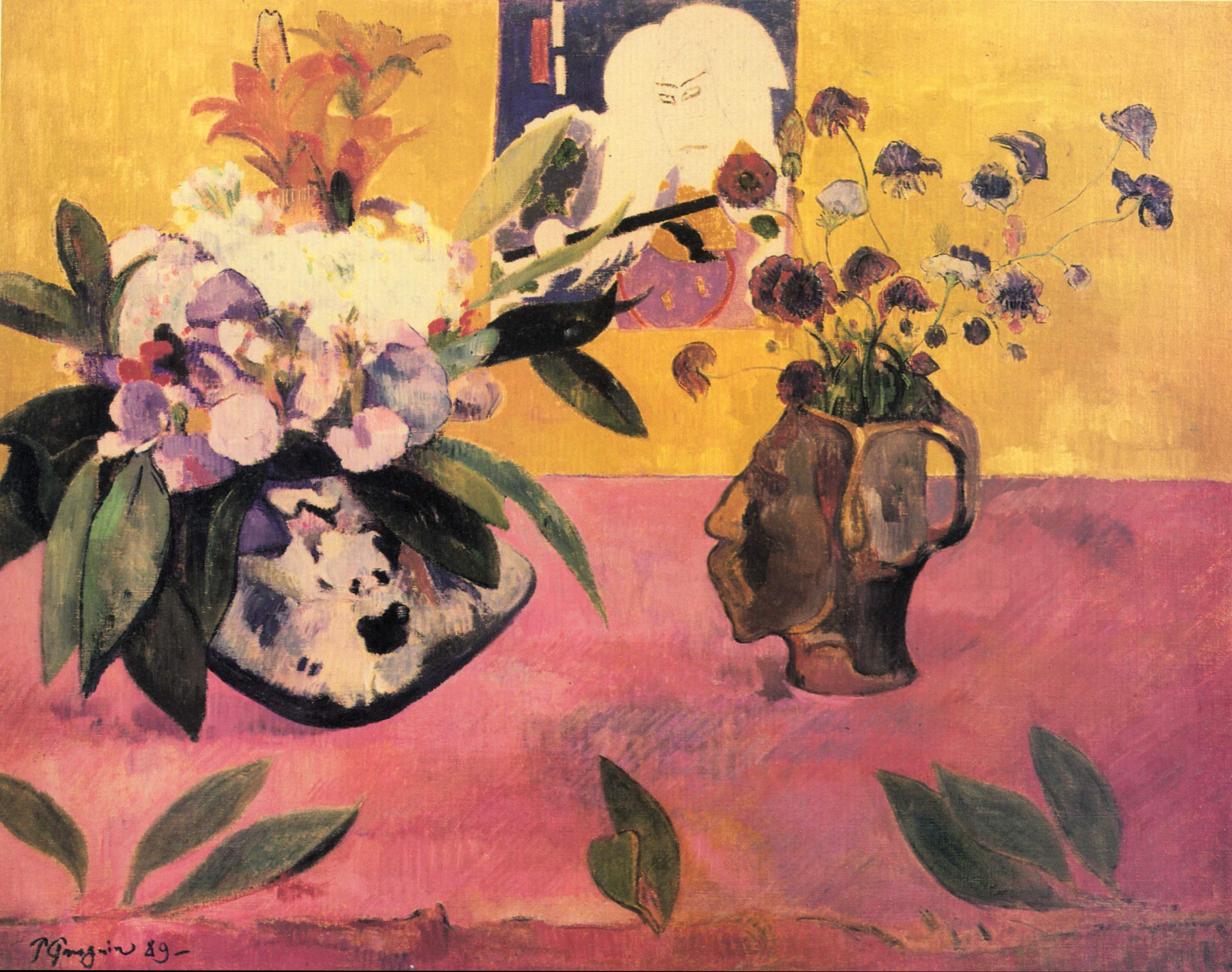
Paul Gauguin, Nature morte à l'estampe japonaise (Flores contra um fundo amarelo), 1889, óleo sobre tela, 72,4 × 93,7 cm, Museu de Arte Contemporânea, Teerã
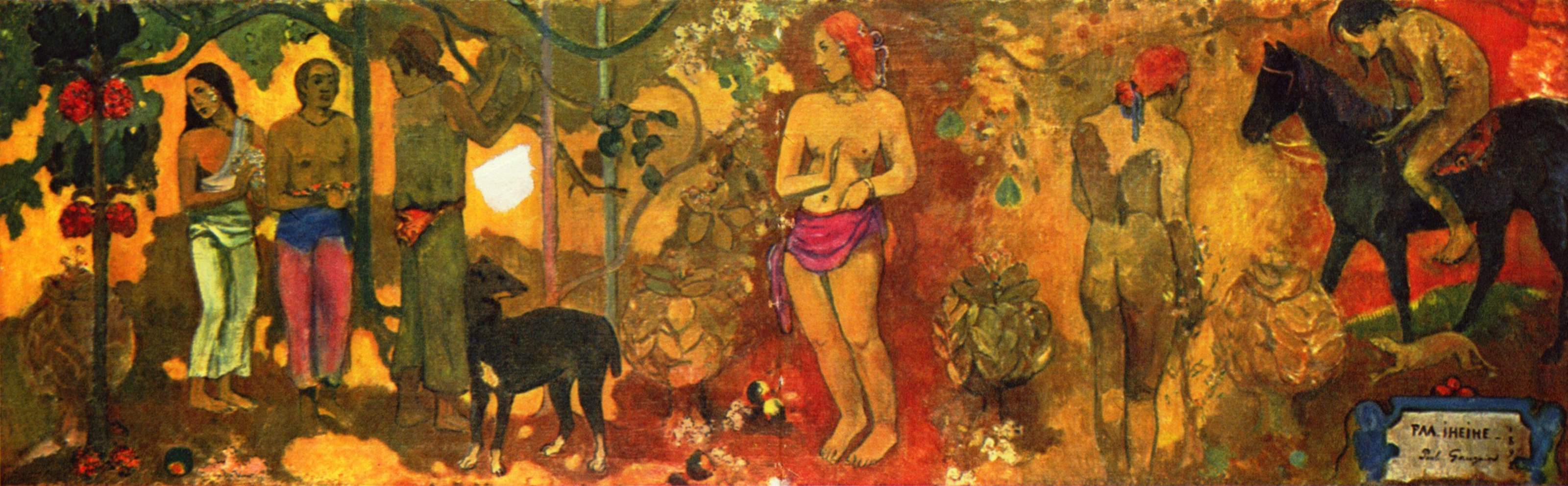
Paul Gauguin, Pastorais do Taiti, (Reo Mā`ohi: Faa iheihe (Fa'ai'ei'e)), 1898, National Gallery emprestado pela Tate
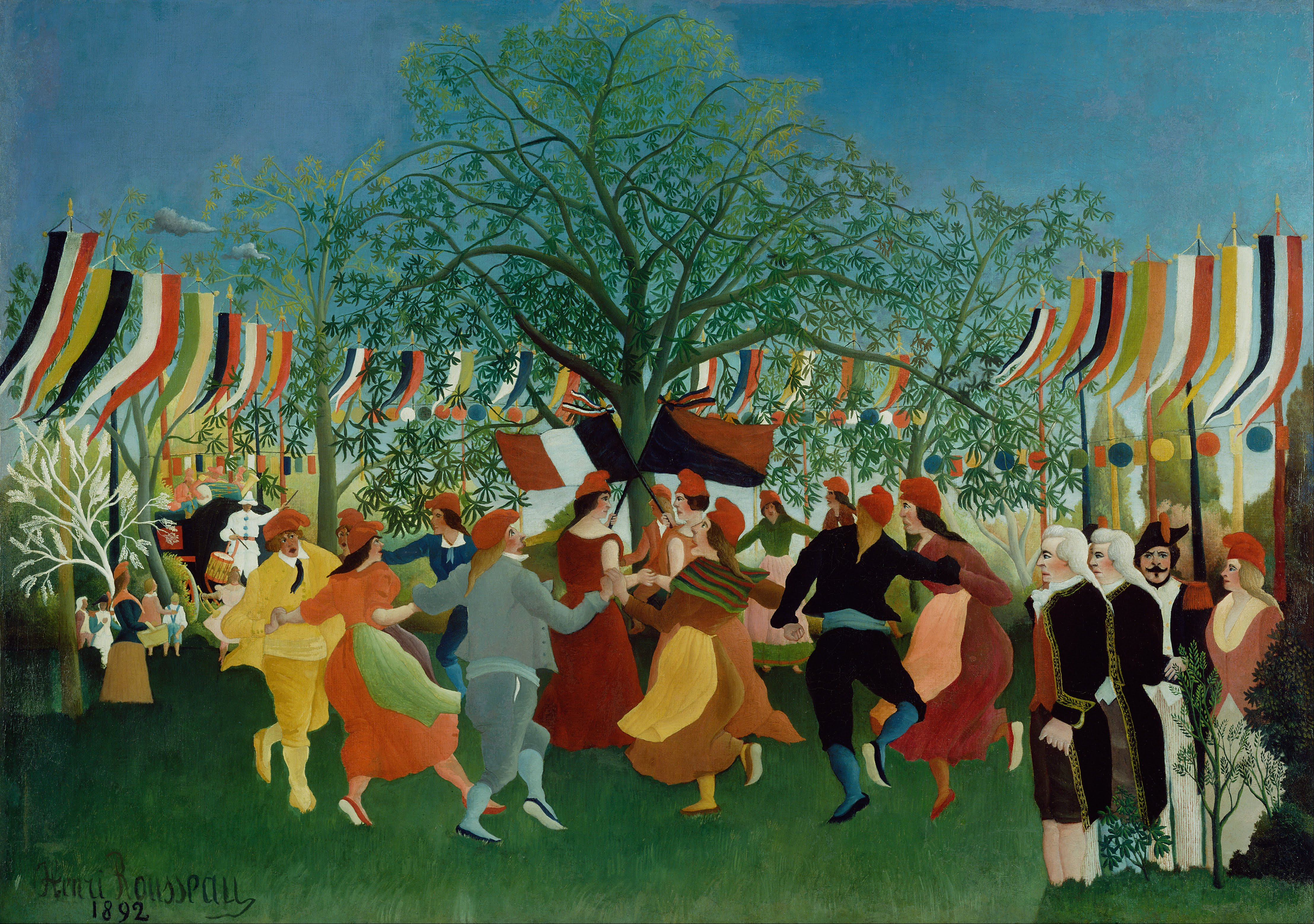
Henri Rousseau, O Centenário da Revolução, 1892
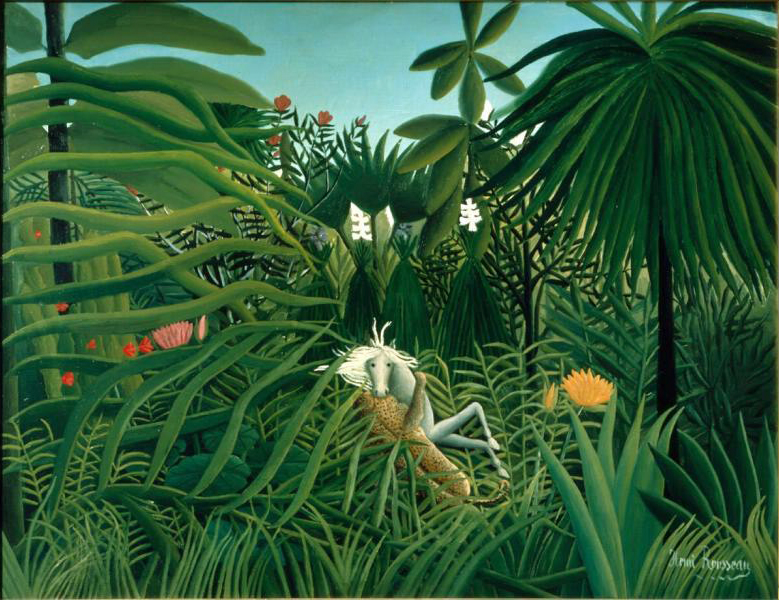
Henri Rousseau, Cheval attaqué par un jaguar (Jaguar Atacando um Cavalo), 1910, óleo sobre tela, 116 x 90 cm, Museu Pushkin
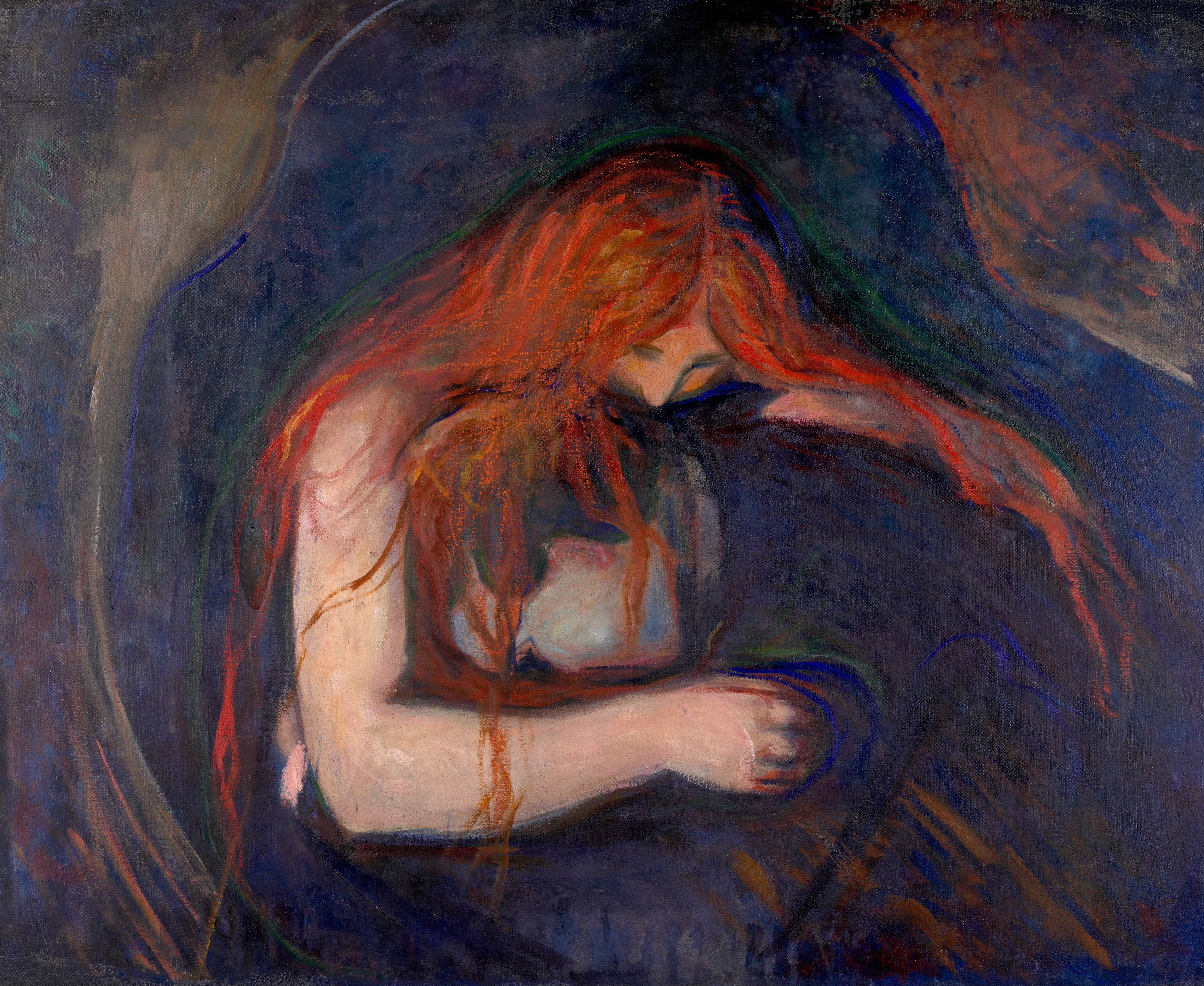
Edvard Munch, Vampiro 1893-94, Nasjonalgalleriet, Oslo
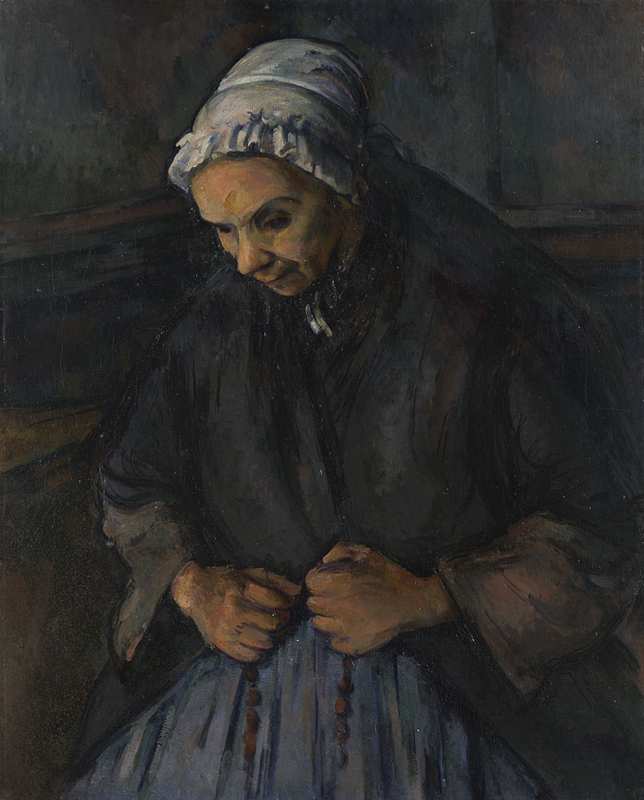
Paul Cézanne, Velha com Rosário, 1895-1896
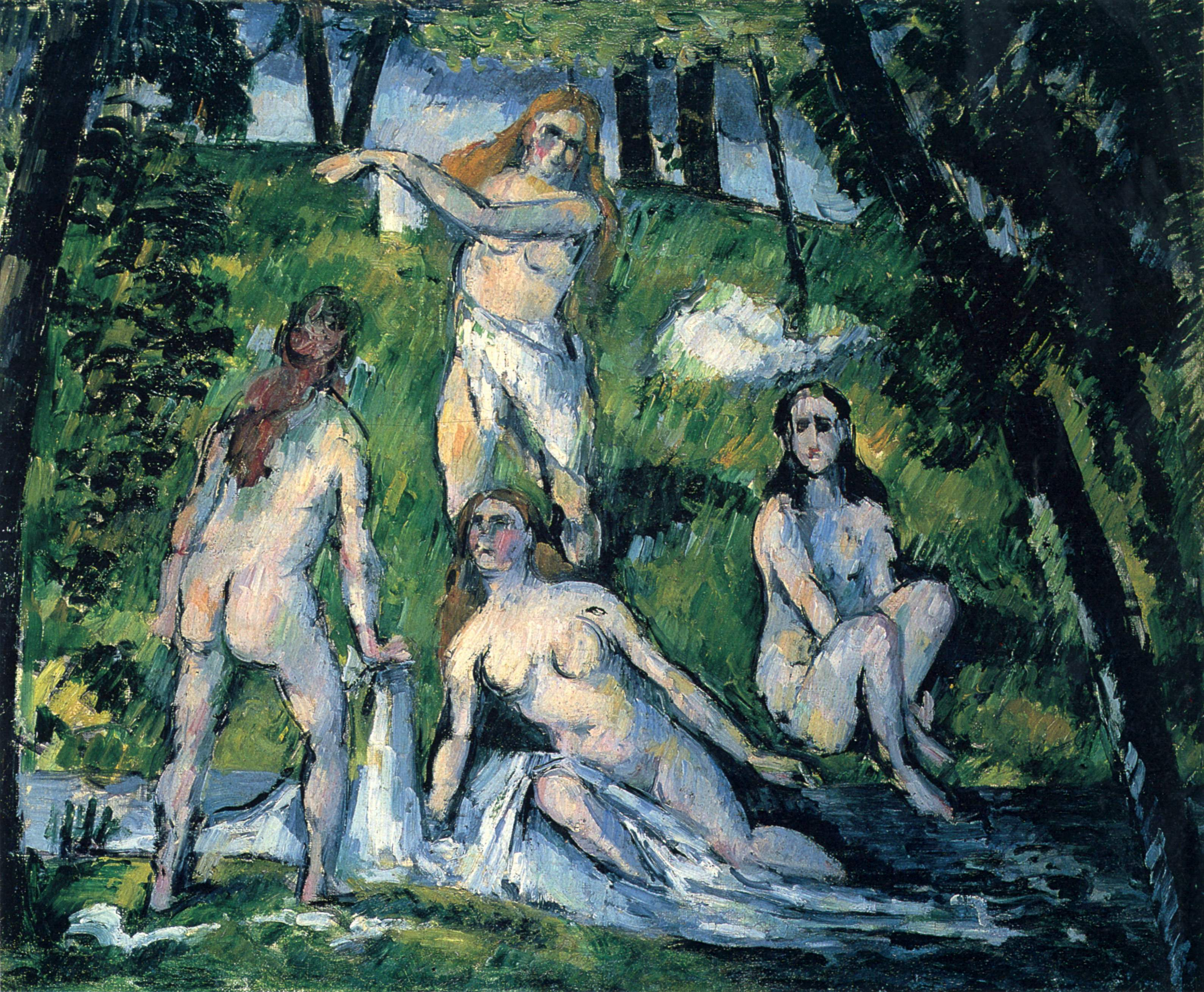
Paul Cézanne, Baigneuses, 1877-1878
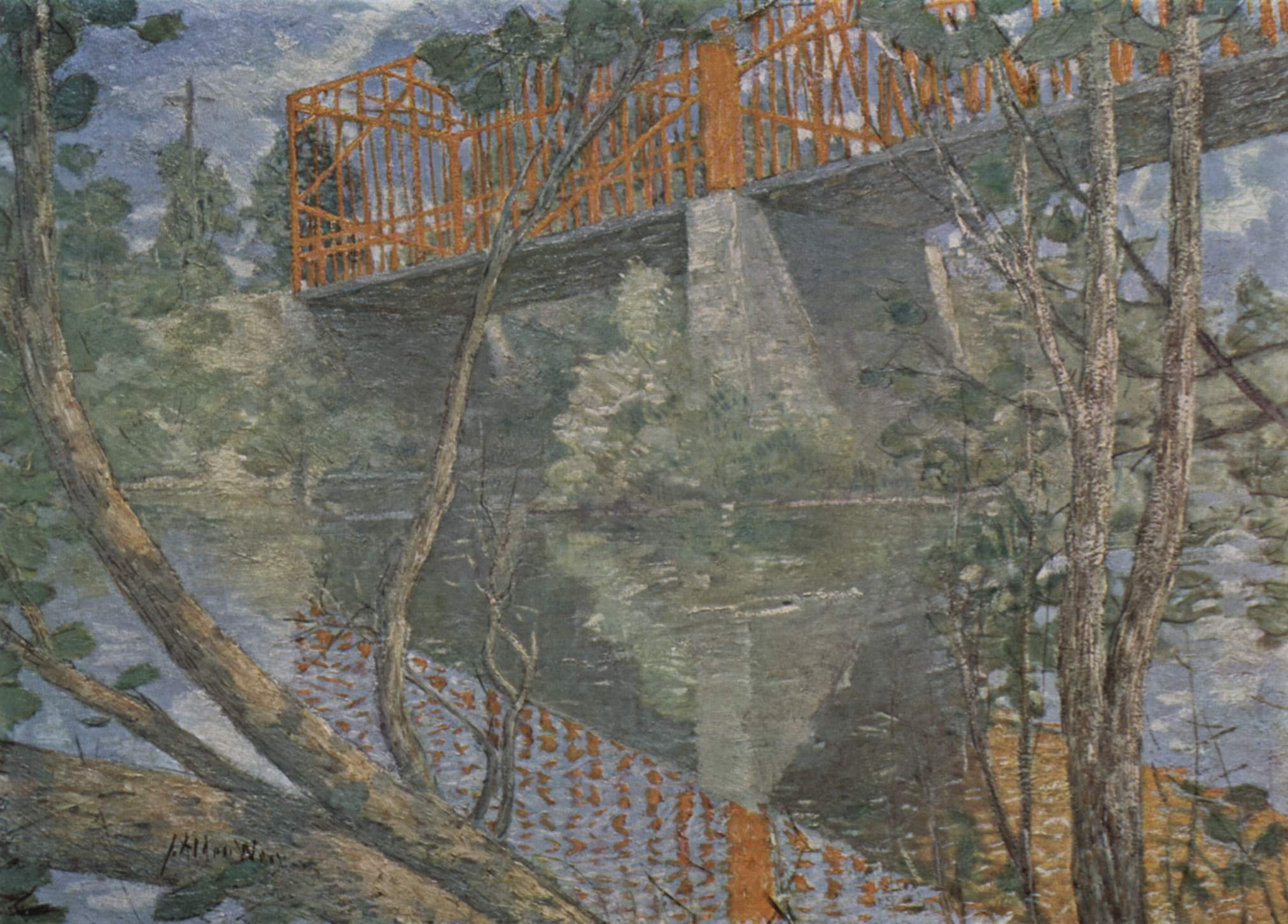
Julian Alden Weir, The Red Bridge, 1895
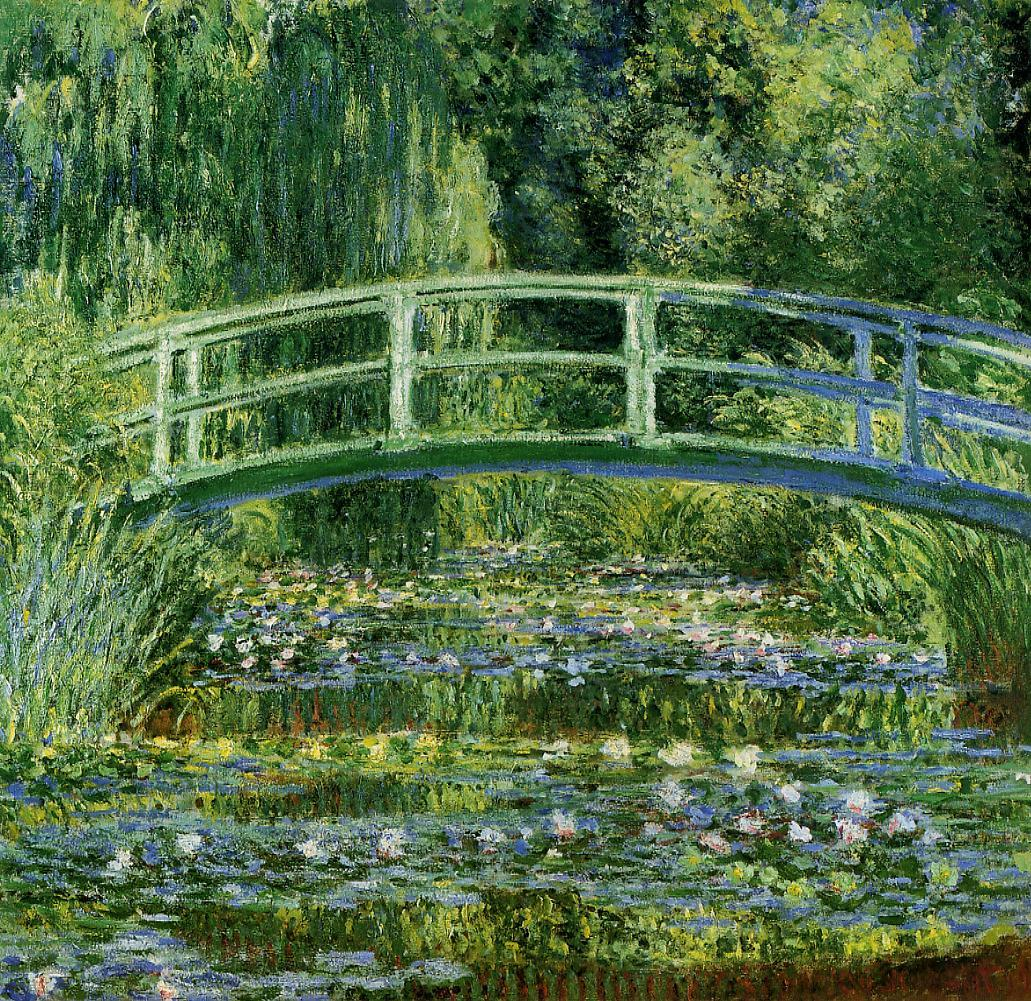
Claude Monet, Water Lilies and Japanese Bridge, 1897–1899
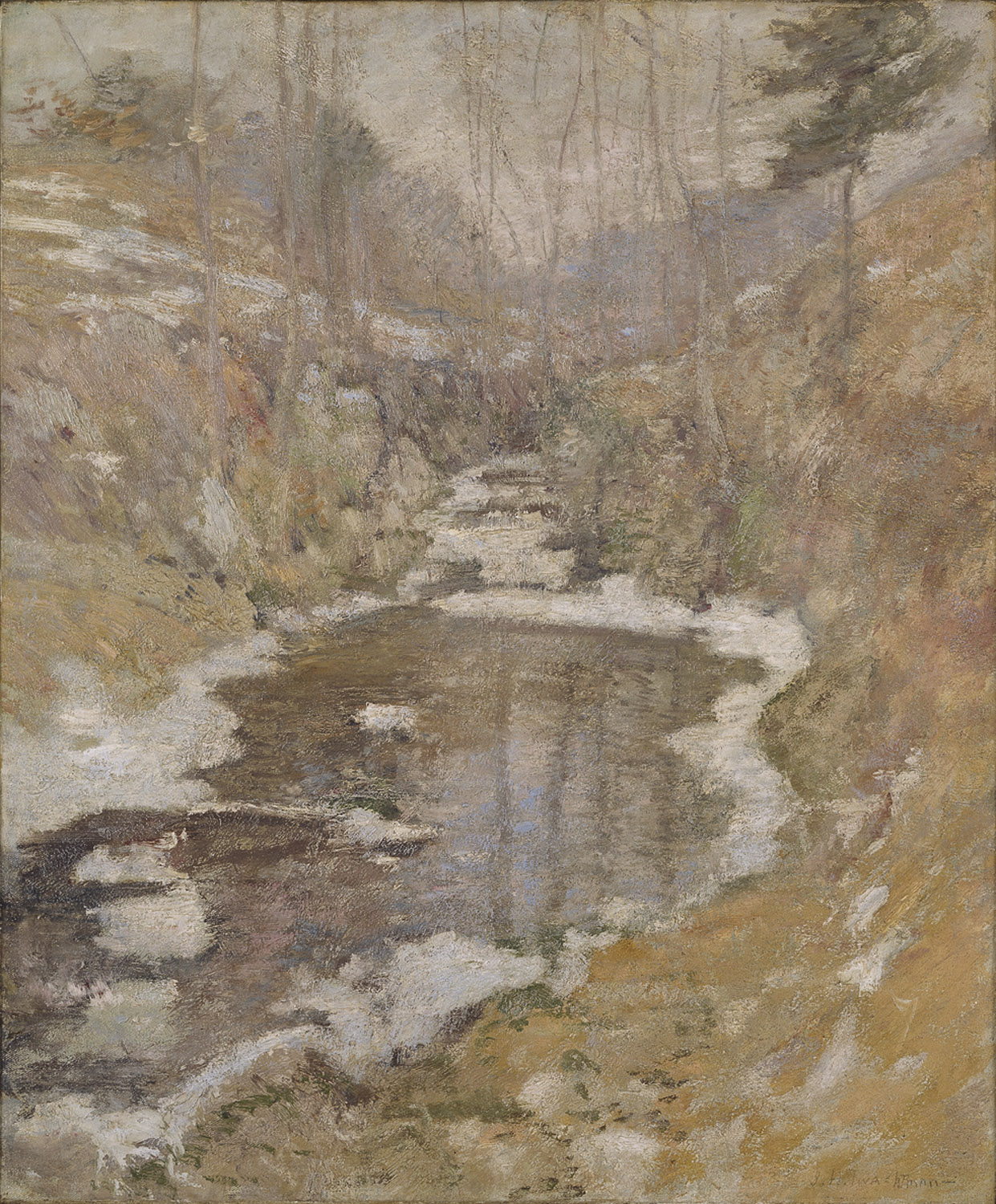
John Twachtman, Hemlock Pool, c.1900
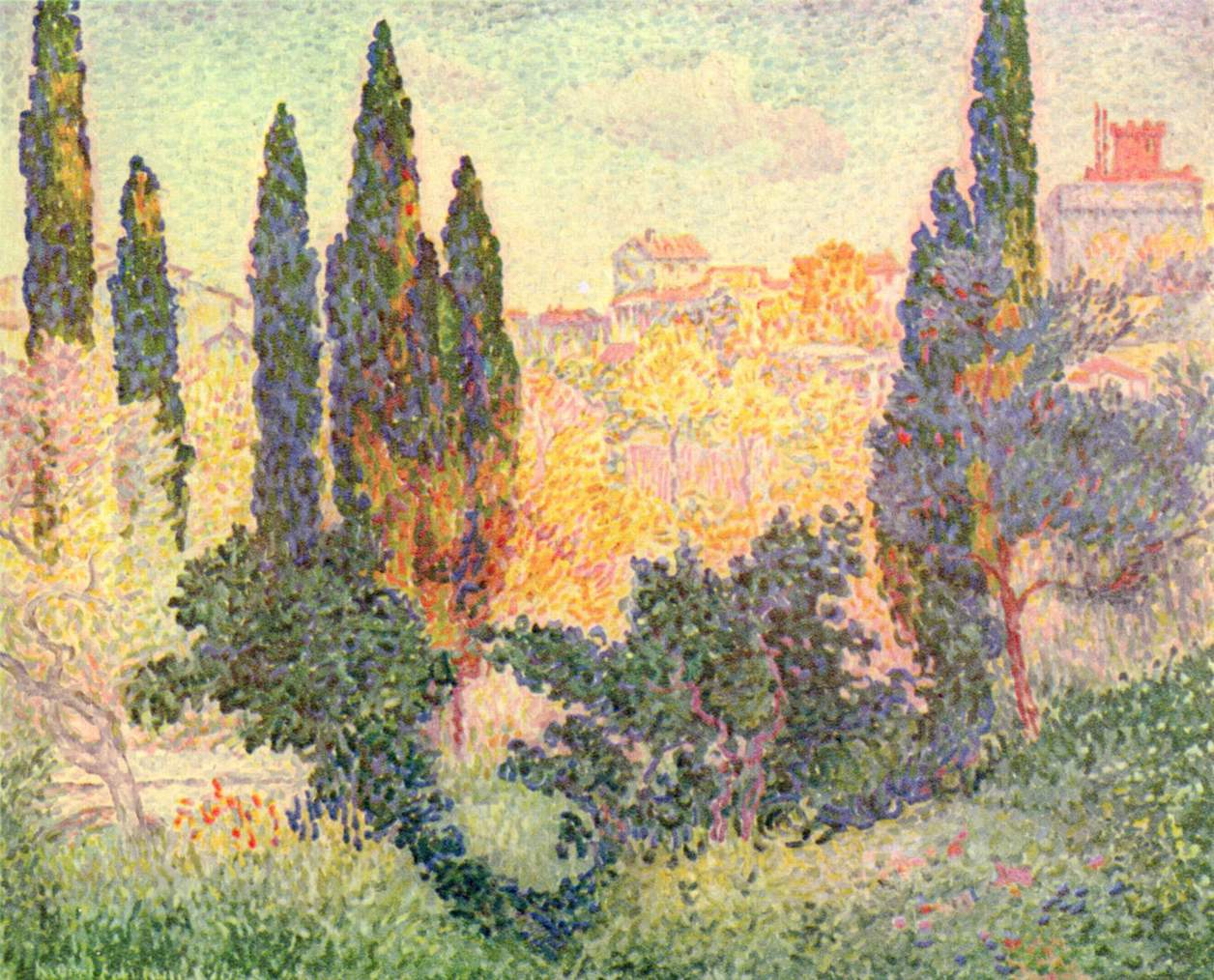
Henri-Edmond Cross, Cypresses at Cagnes, c.1900
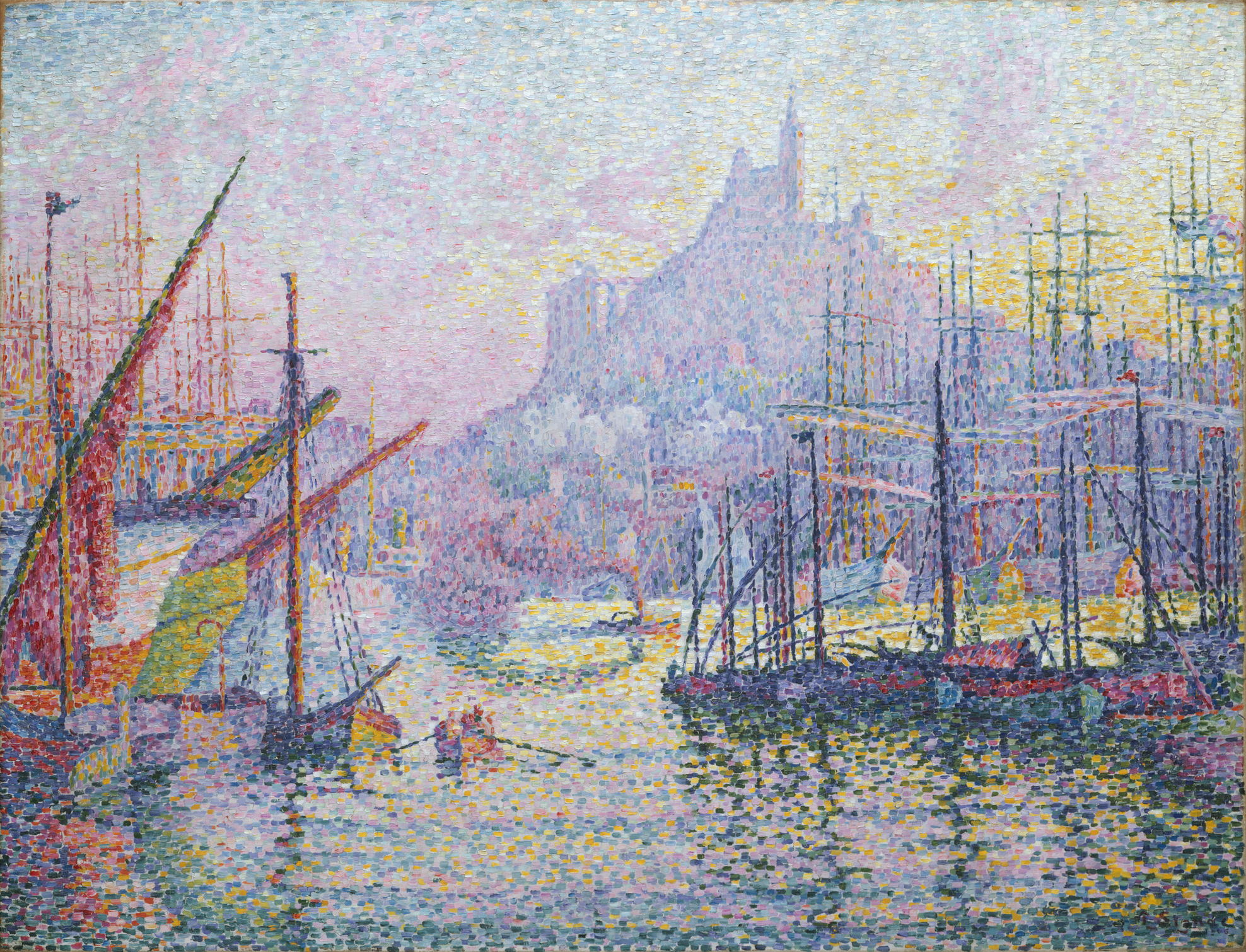
Paul Signac, Port de Marseille, 1905, Metropolitan Museum of Art
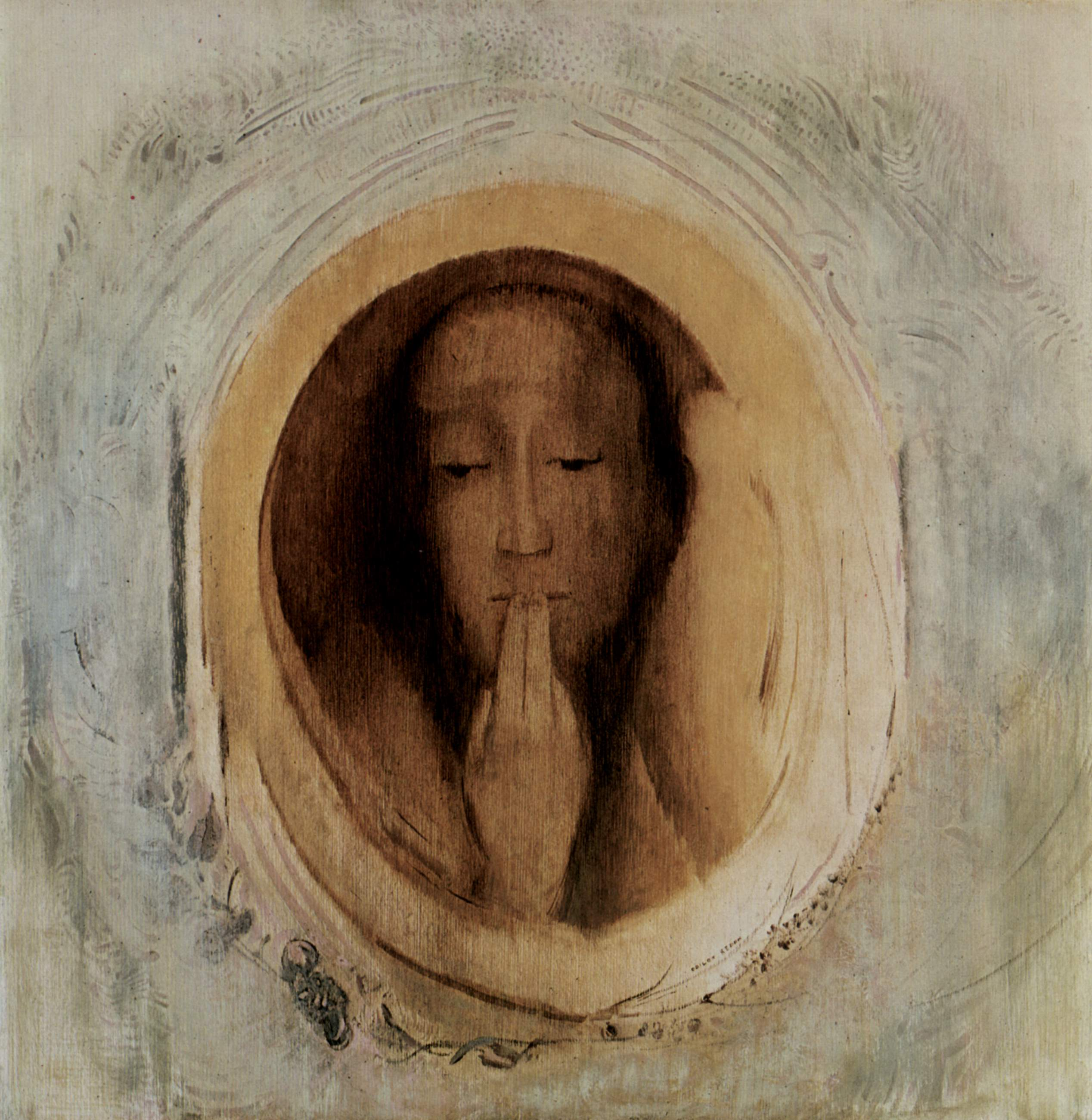
Odilon Redon, Le Silence, 1900, pastel, 54,6 × 54 cm, Museum of Modern Art, New York
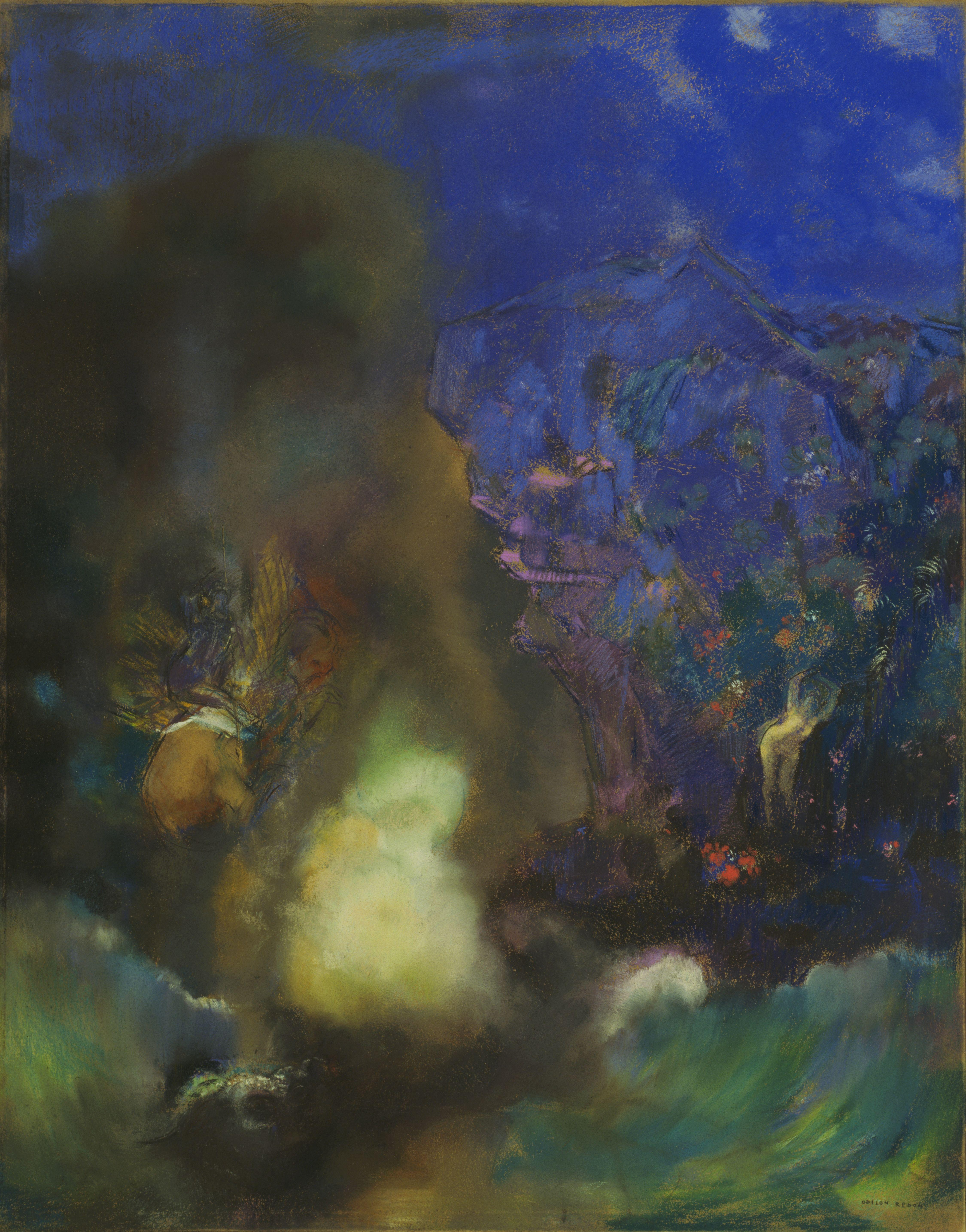
Odilon Redon, Roger and Angelica, 1910
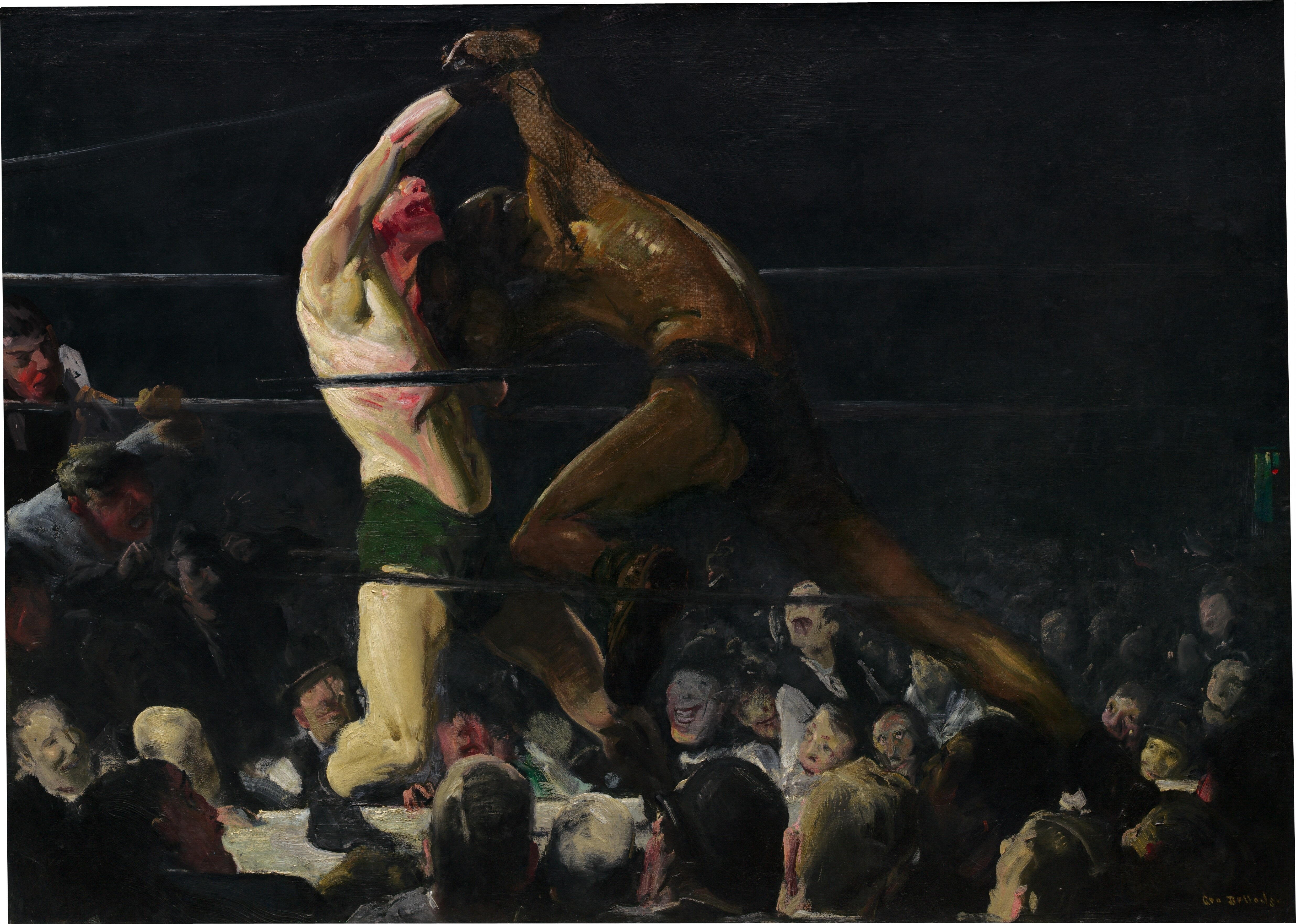
George Bellows, ambos membros deste clube, 1909
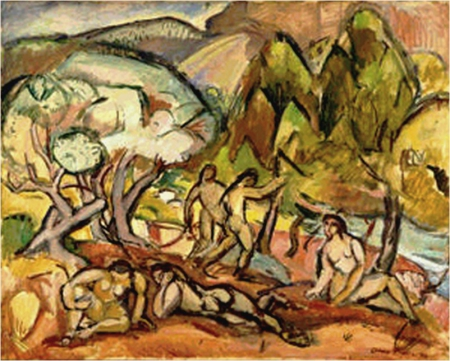
Othon Friesz, Paisagem com Figuras, 1909, óleo sobre tela, 65 × 83 cm
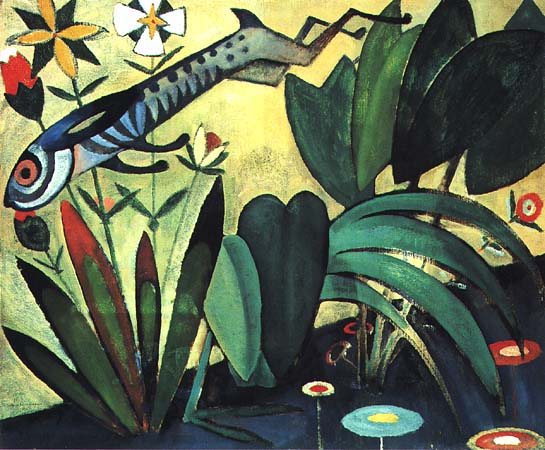
Amadeo de Souza Cardoso, Saut du Lapin, 1911
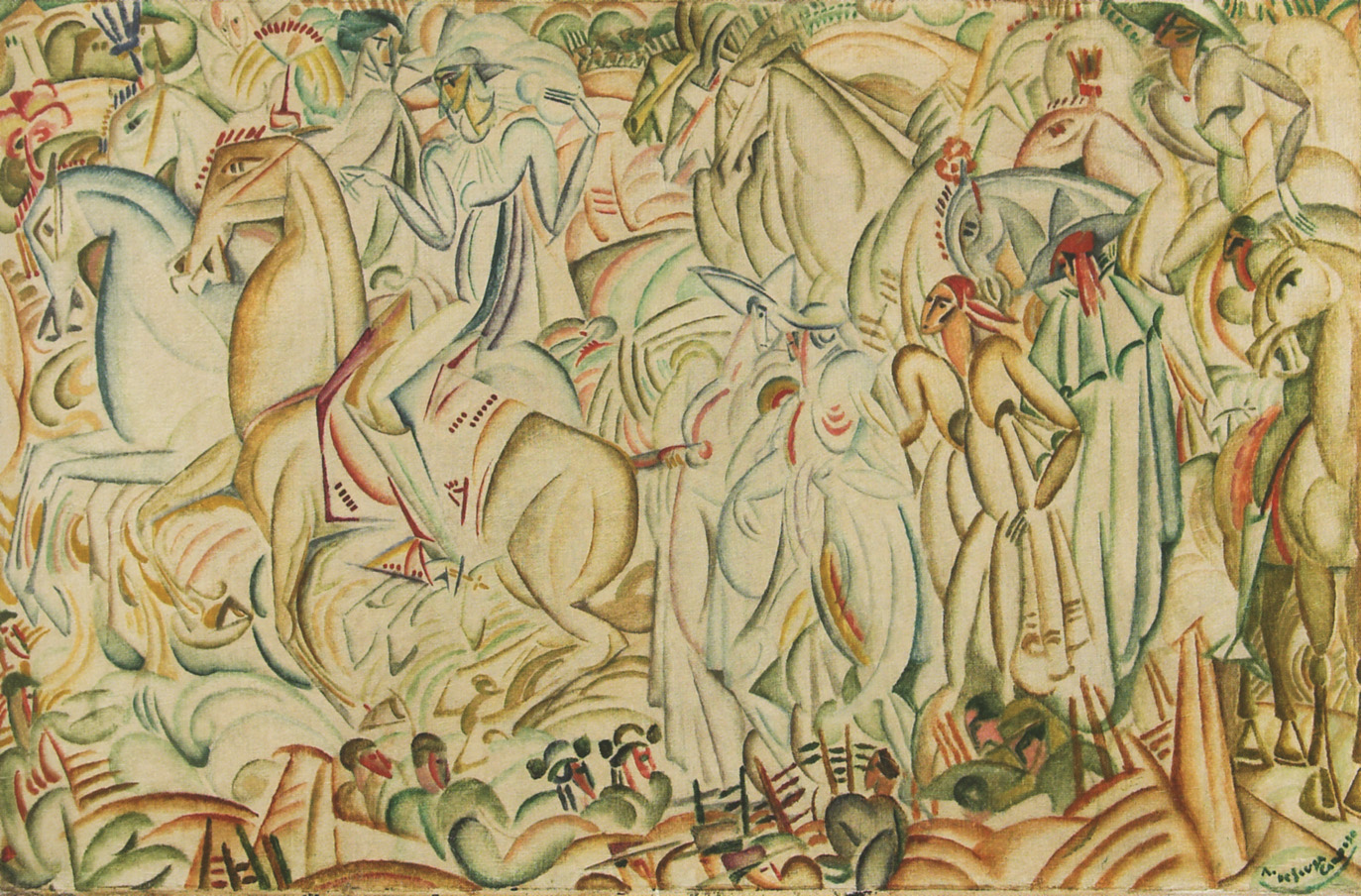
Amadeo de Souza Cardoso, Avant la Corrida, 1912, óleo sobre tela, 60 × 92 cm, Fundação Calouste Gulbenkian, Lisboa, Portugal
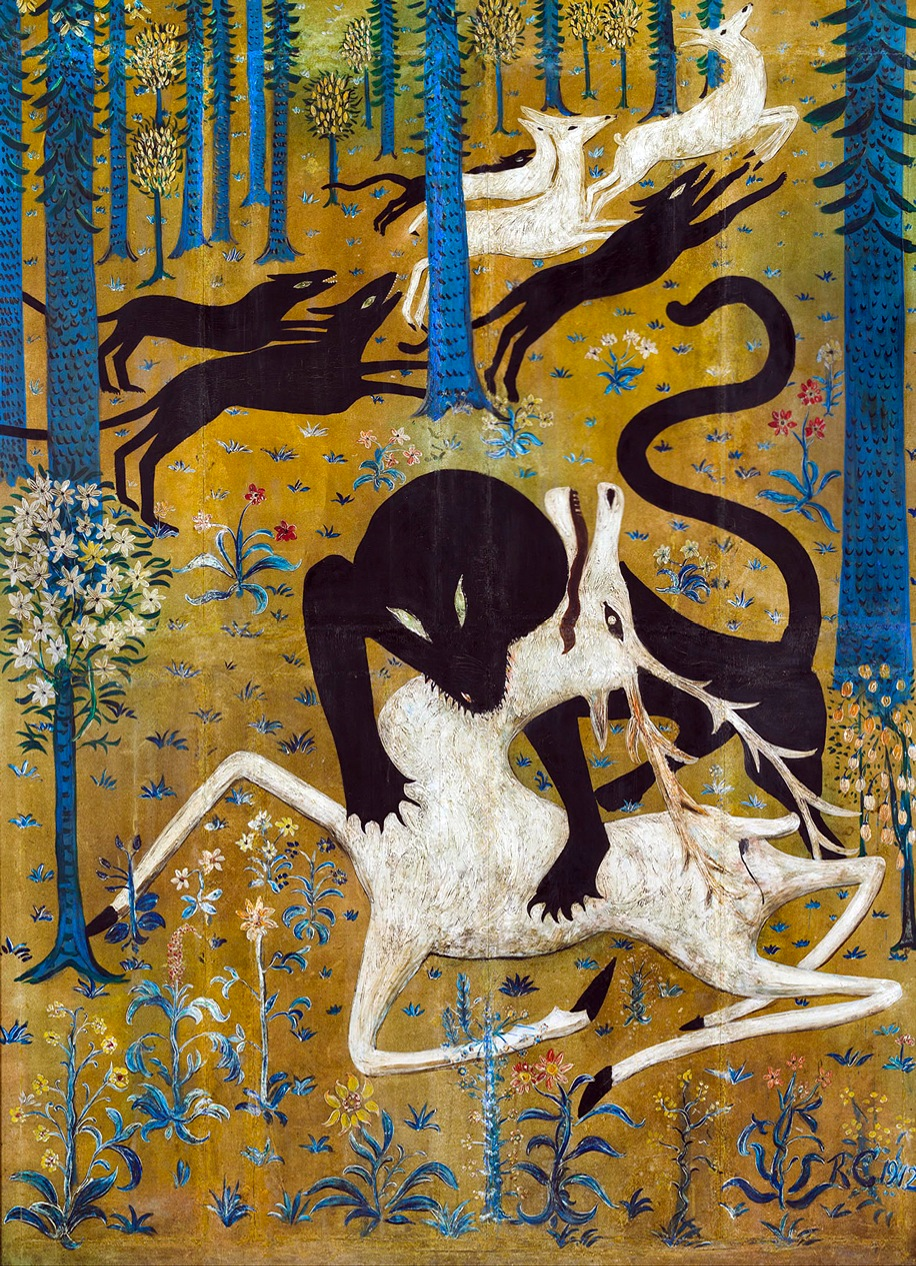
Robert Winthrop Chanler, Leopard and Deer, 1912, guache ou têmpera sobre tela, montado sobre madeira, 194,3 × 133,4 cm, Coleção Rokeby
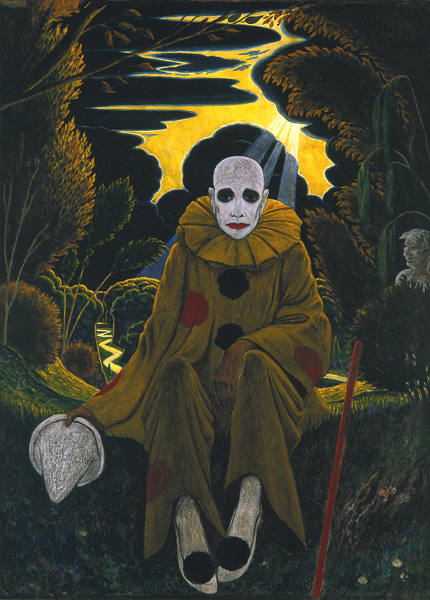
Edward Middleton Manigault, The Clown, 1910–12, óleo sobre tela, 86,4 × 63,2 cm, Columbus Museum of Art, Ohio
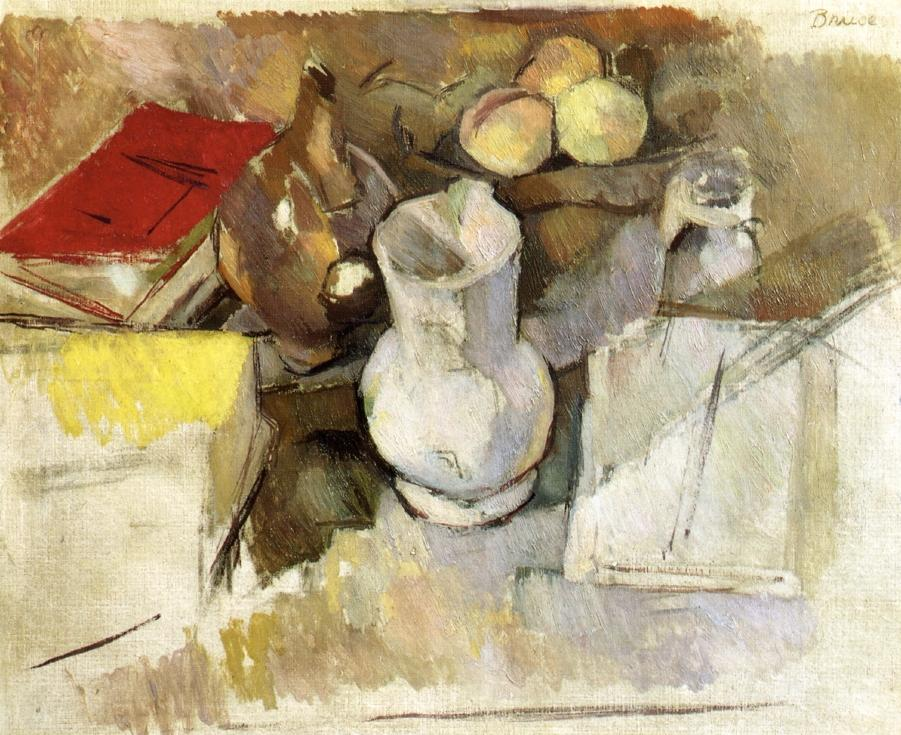
Patrick Henry Bruce, Still Life, ca. 1912
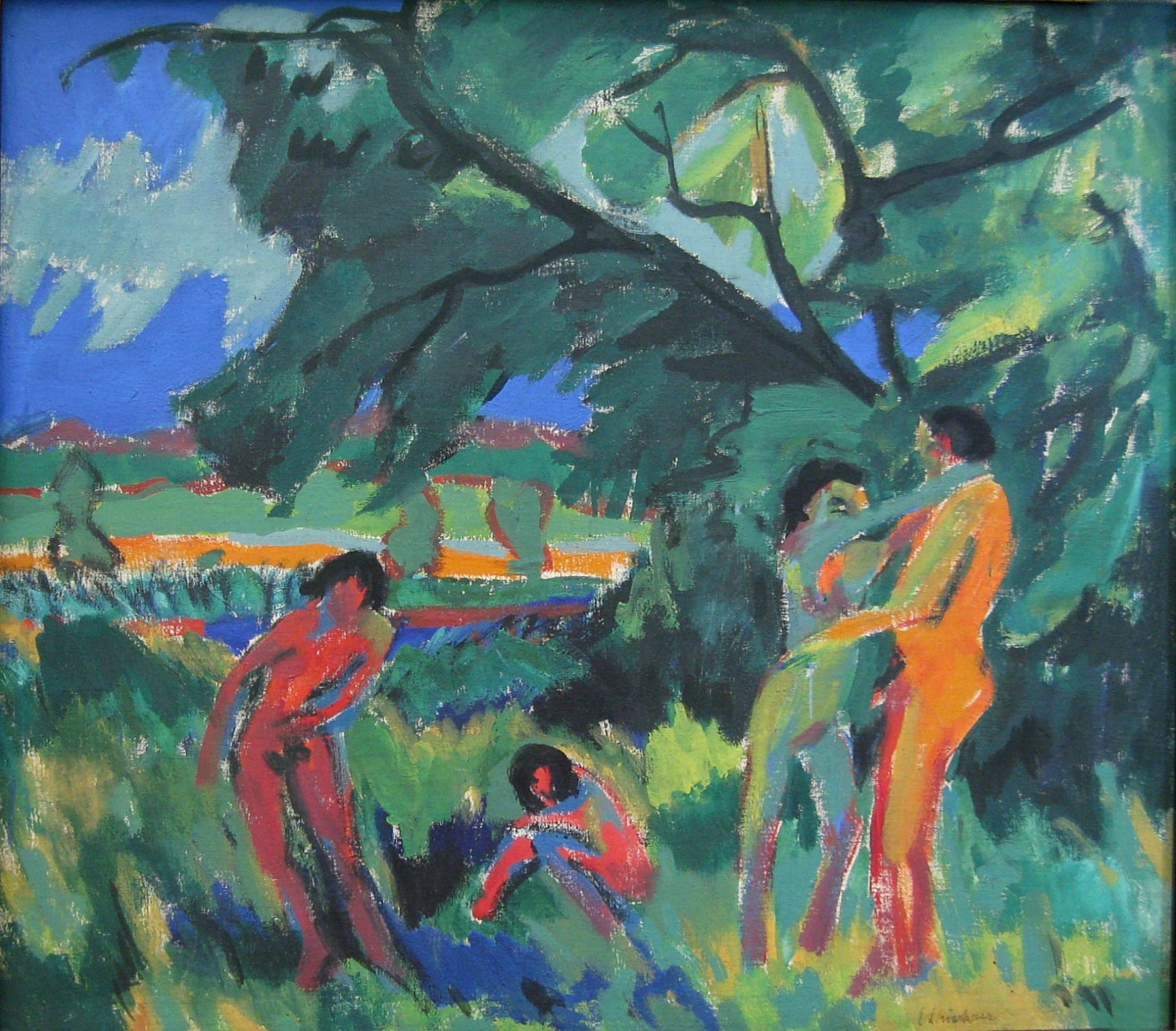
Ernst Ludwig Kirchner, Naked Playing People, 1910
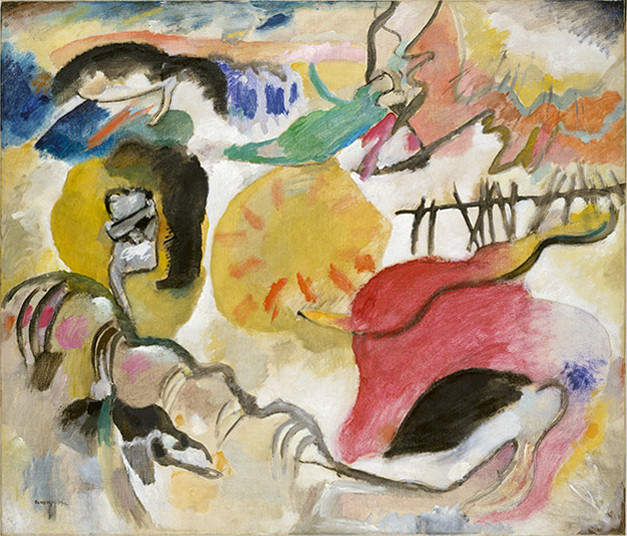
Wassily Kandinsky, Wassily Kandinsky, Improvisação 27 (Jardim do Amor II), 1912, óleo sobre tela, 47 3/8 x 55 1/4 pol. (120,3 x 140,3 cm), Museu Metropolitano de Arte, Nova York
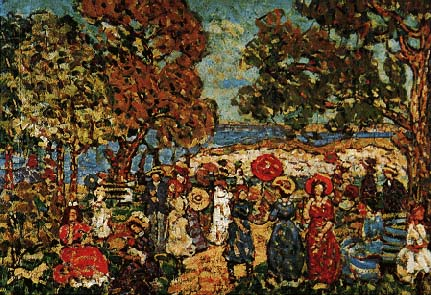
Maurice Prendergast, Paisagem com figuras, 1913
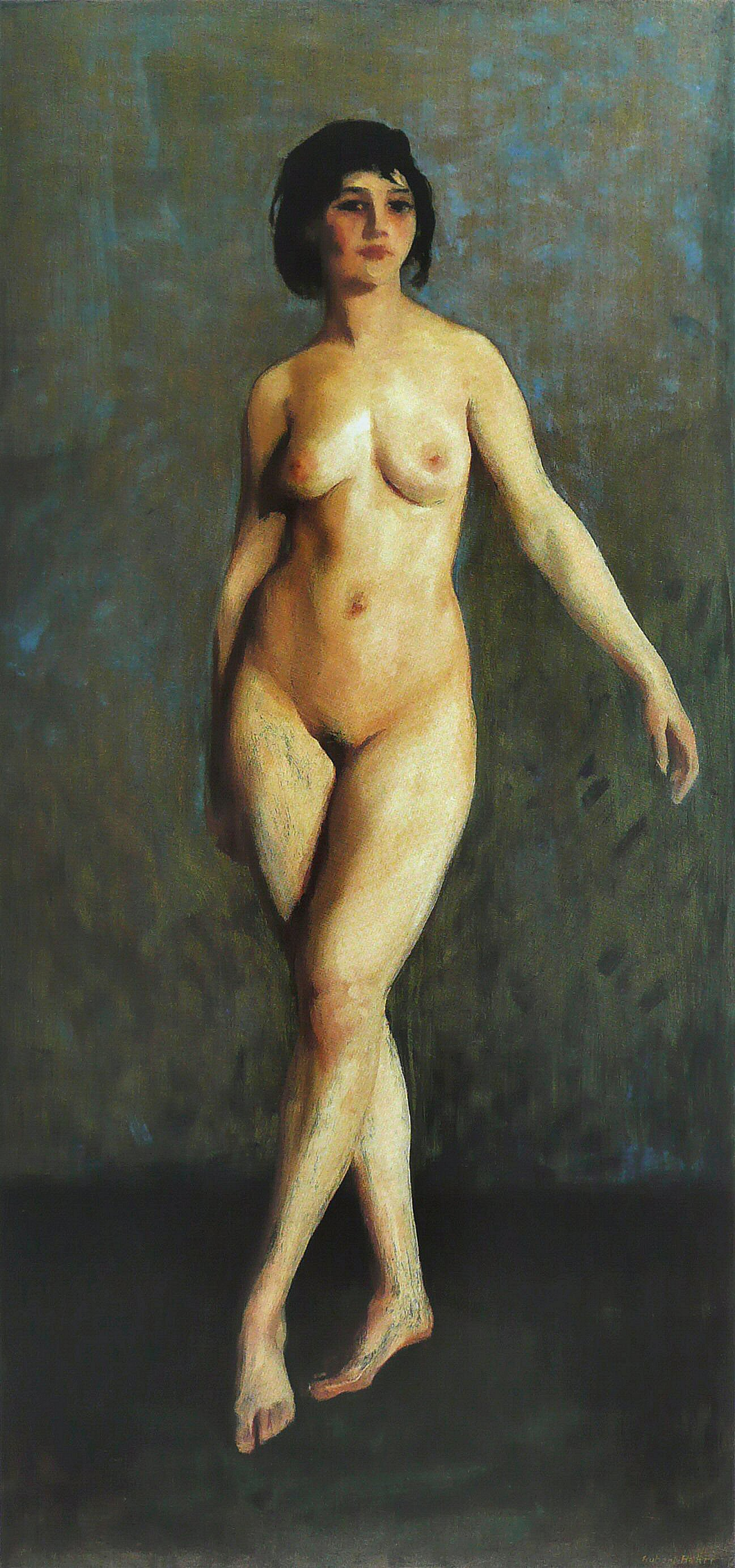
Robert Henri, Figura em Movimento, 1913
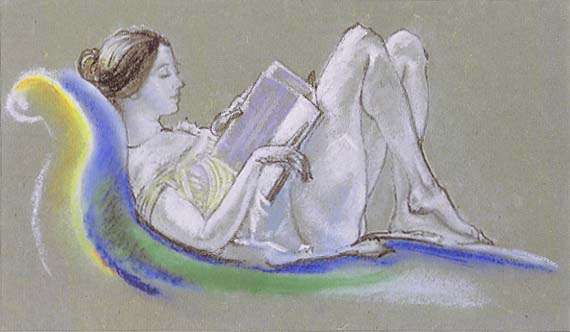
Arthur B. Davies, Mulher Reclinada (Desenho), 1911, Pastel em papel cinza
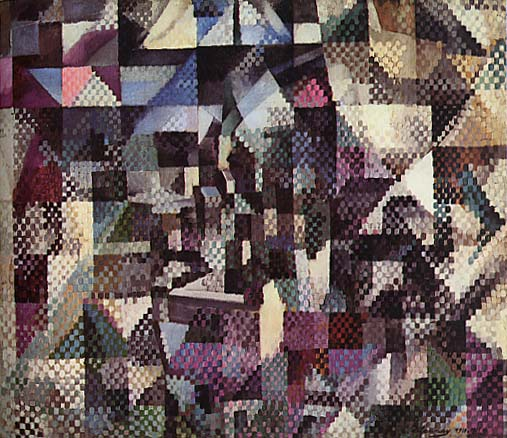
Robert Delaunay, Window on the City, No. 4, 1910-11 (1912)
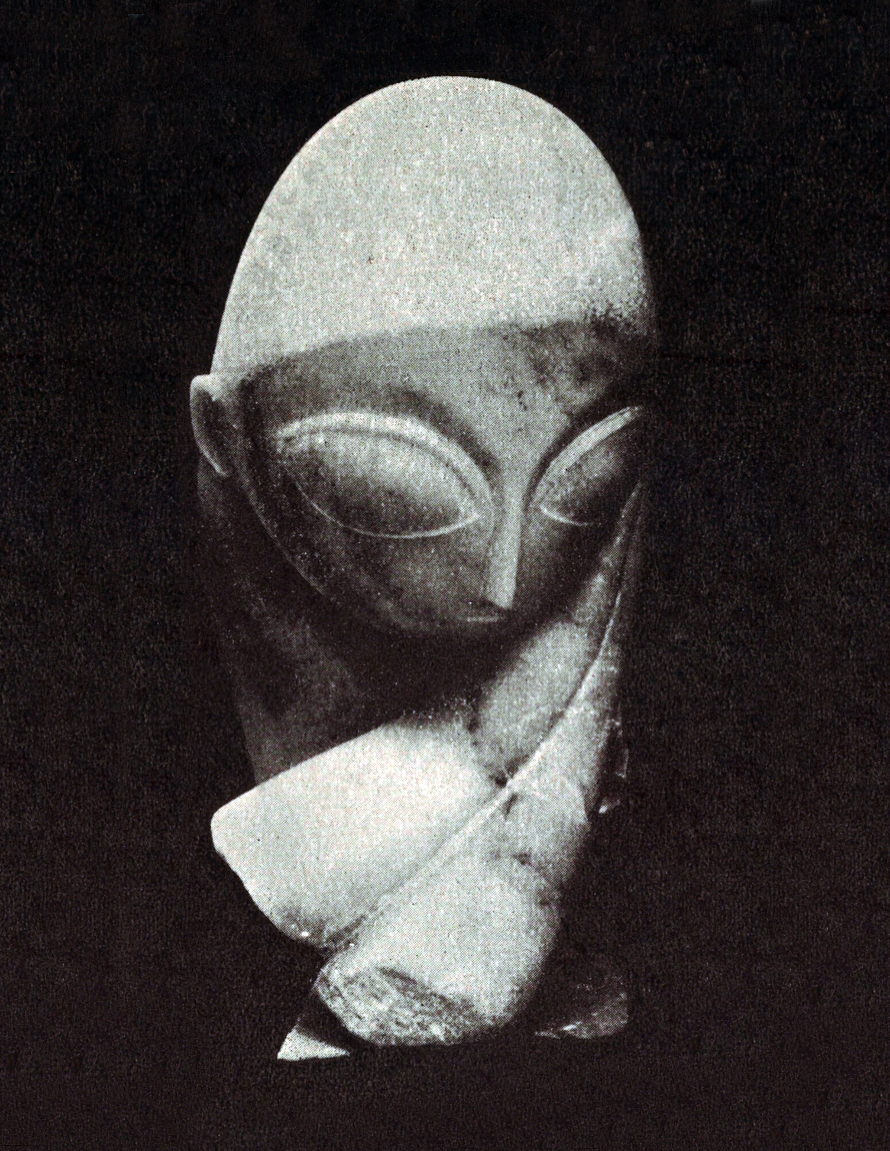
Constantin Brâncuși, 1912, Retrato de Mlle Pogany, Museu de Arte da Filadélfia. Postal do Armory Show
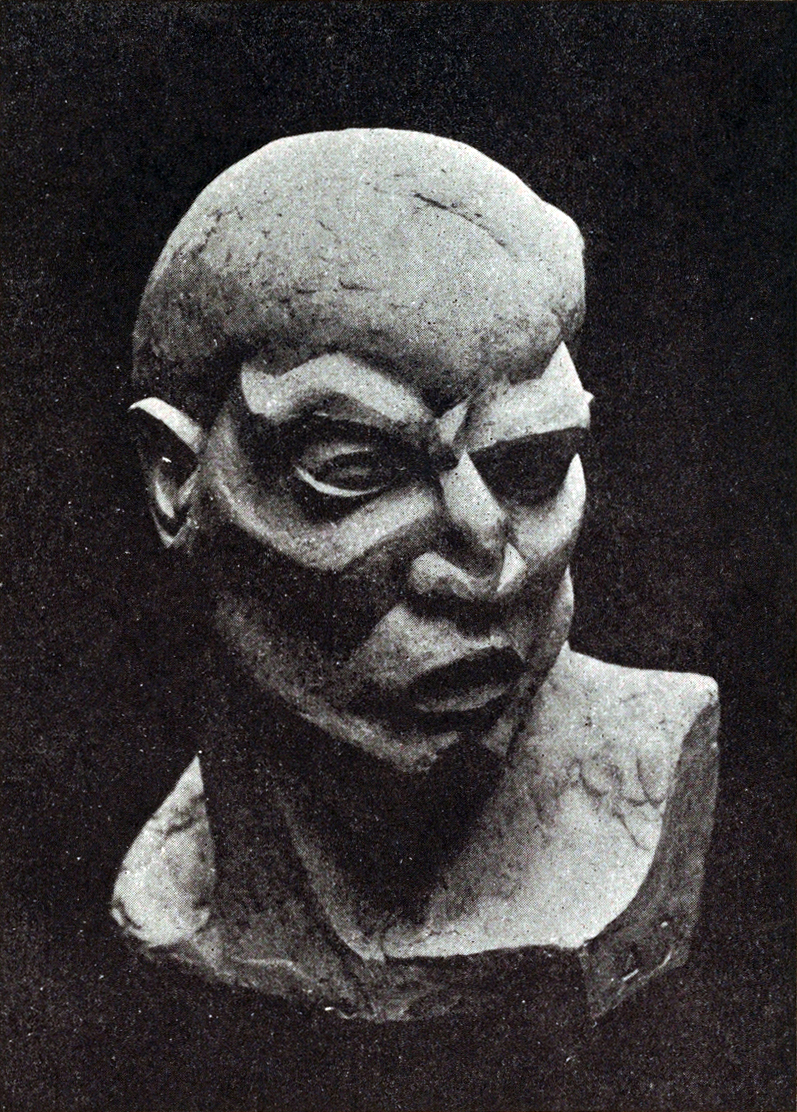
Andrew Dasburg, ca. 1912, Lúcifer, gesso, n. 647 do catálogo. Dasburg amplamente retrabalhado ao entalhar diretamente em uma escultura de uma cabeça de gesso em tamanho real por Arthur Lee. (American Studies at the University of Virginia)
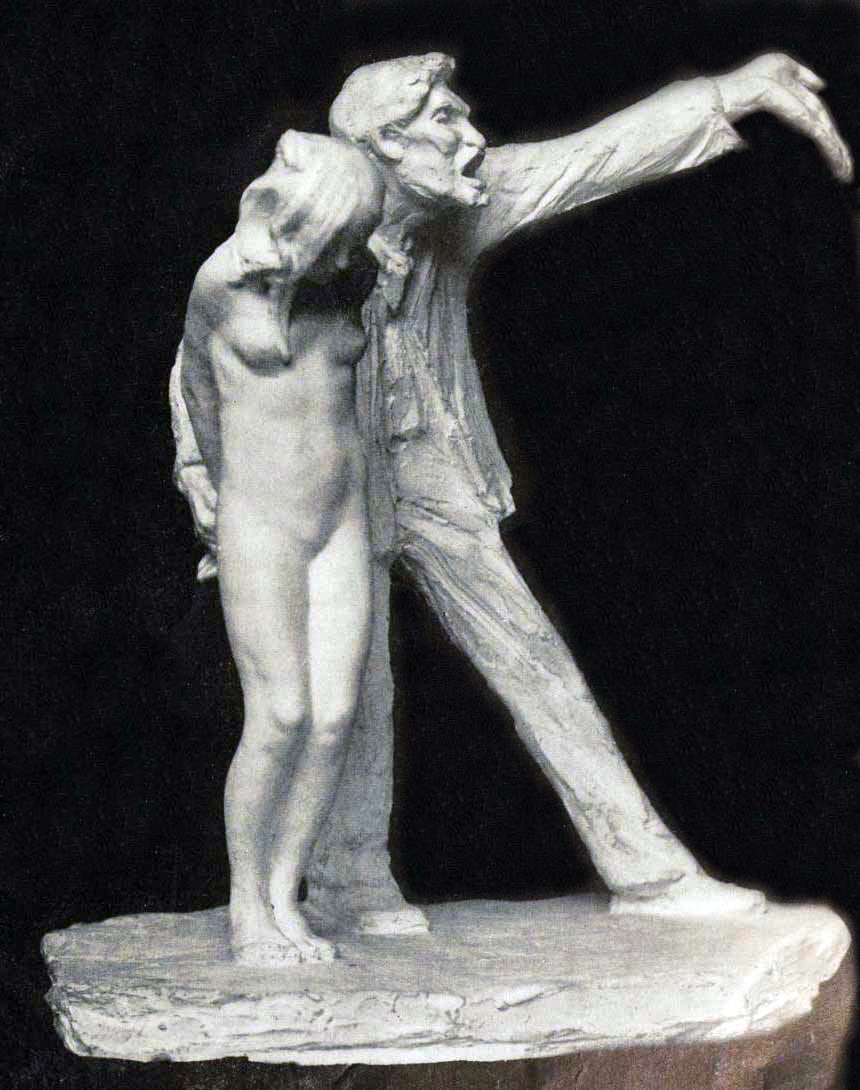
Abastenia St. Leger Eberle, 1912–13, The White Slave. Fotografia do The Survey, Journal Publication, Ohio, 3 de maio de 1913
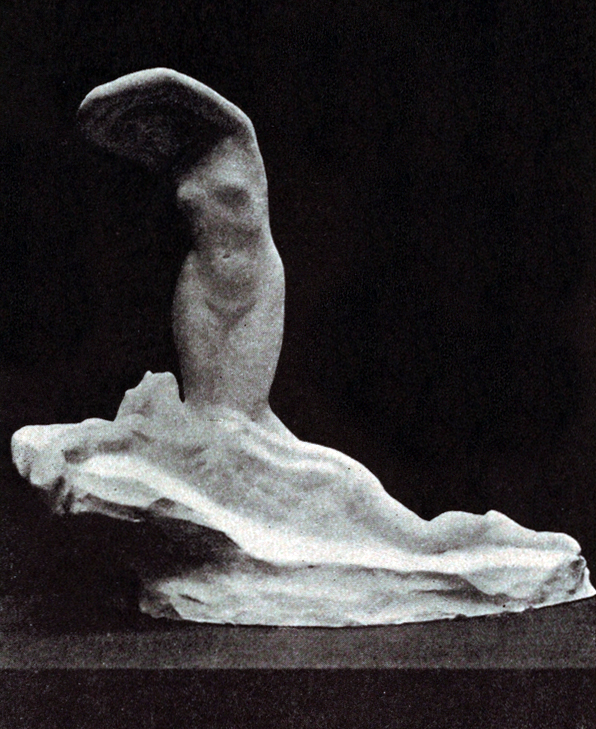
John Frederick Mowbray-Clarke, ca. 1912, Grupo, escultura, postal show de armaria
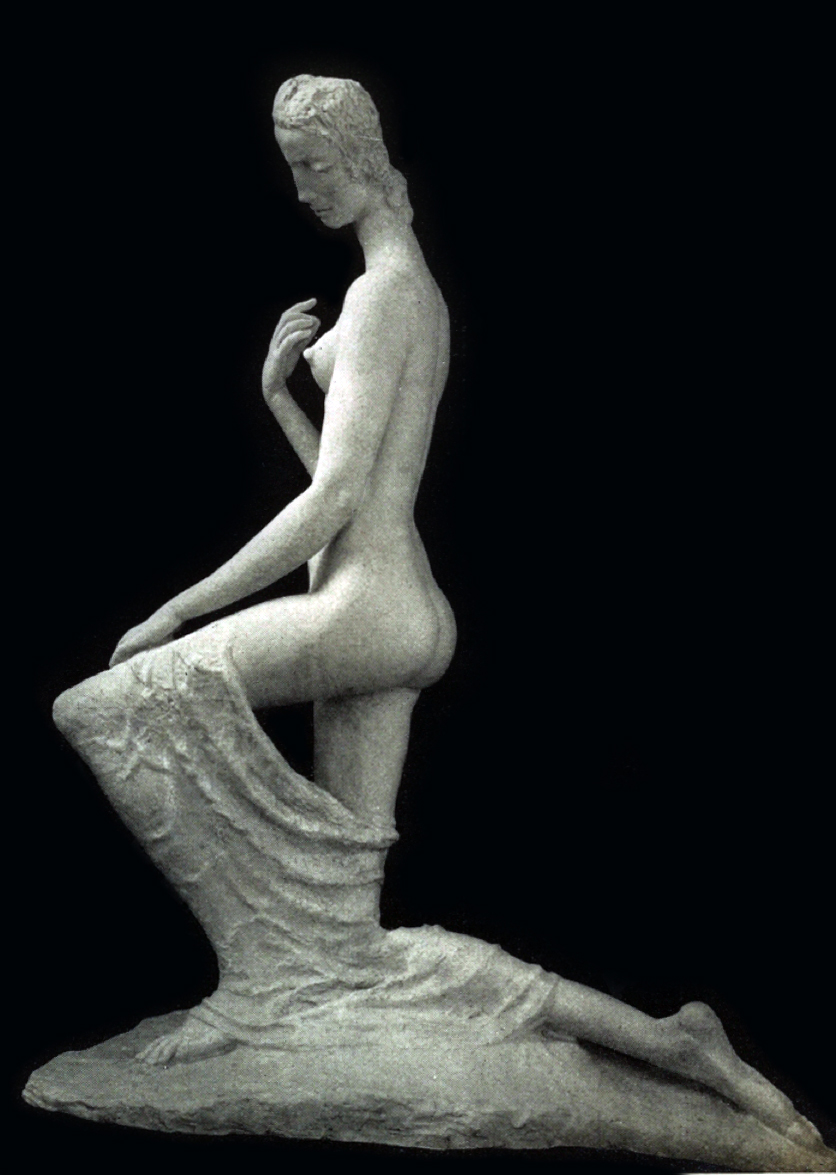
Wilhelm Lehmbruck, 1911, Femme á genoux (The Kneeling One), pedra fundida, 176 × 138 × 70 cm, cartão postal do Armory Show
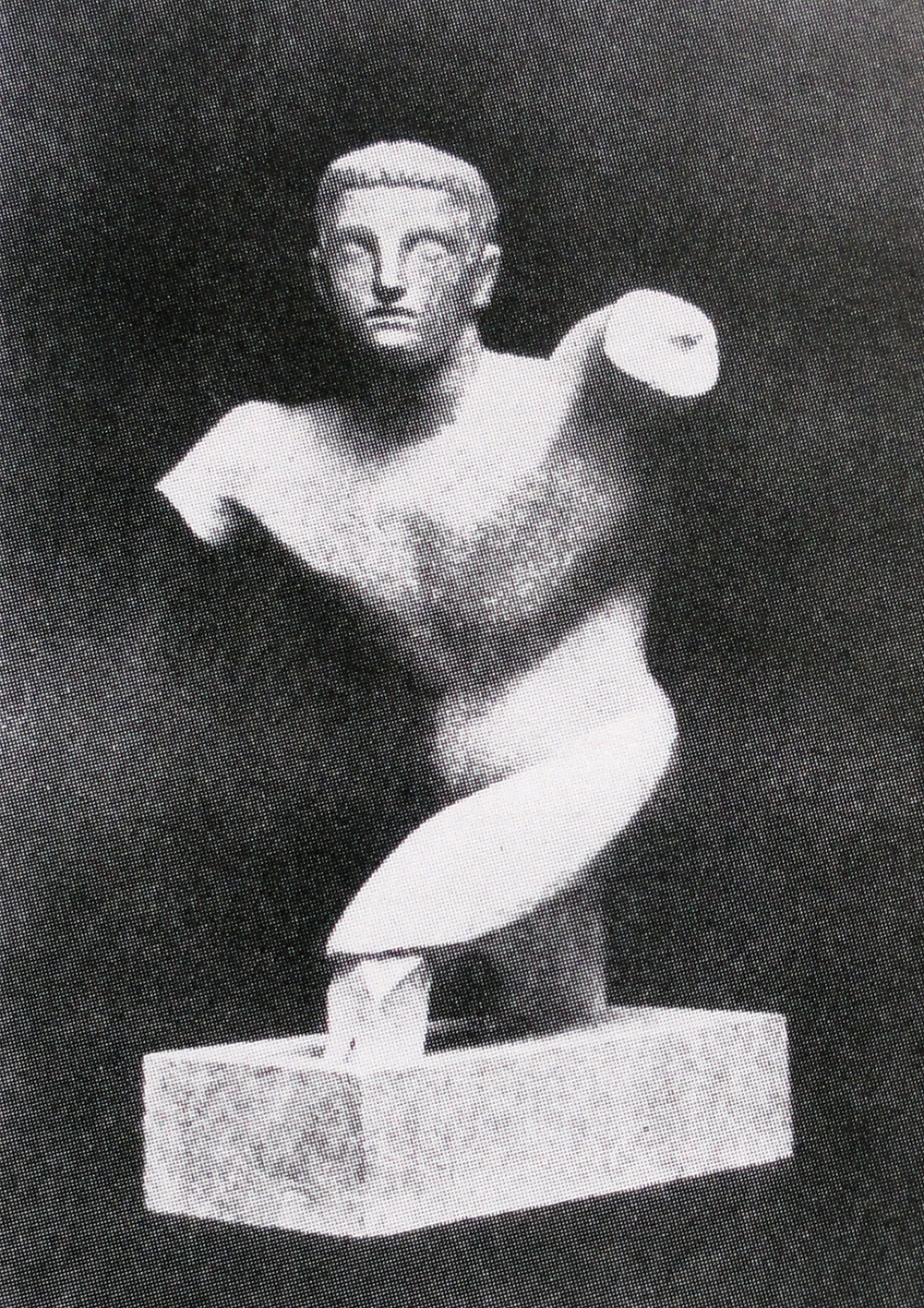
Raymond Duchamp-Villon, 1910–11, Torse de jeune homme (Torso de um jovem), terracota, 60,4 cm (23 3/4 pol.), Cartão postal do Armory Show, publicado em 1913. Hirshhorn Museum and Sculpture Garden, Smithsonian Institution, Washington, D.C.
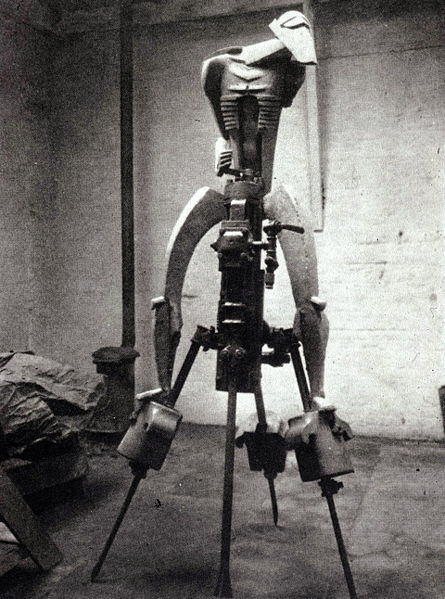
Jacob Epstein, The Rock Drill, 1913, em sua forma original, agora está perdido.
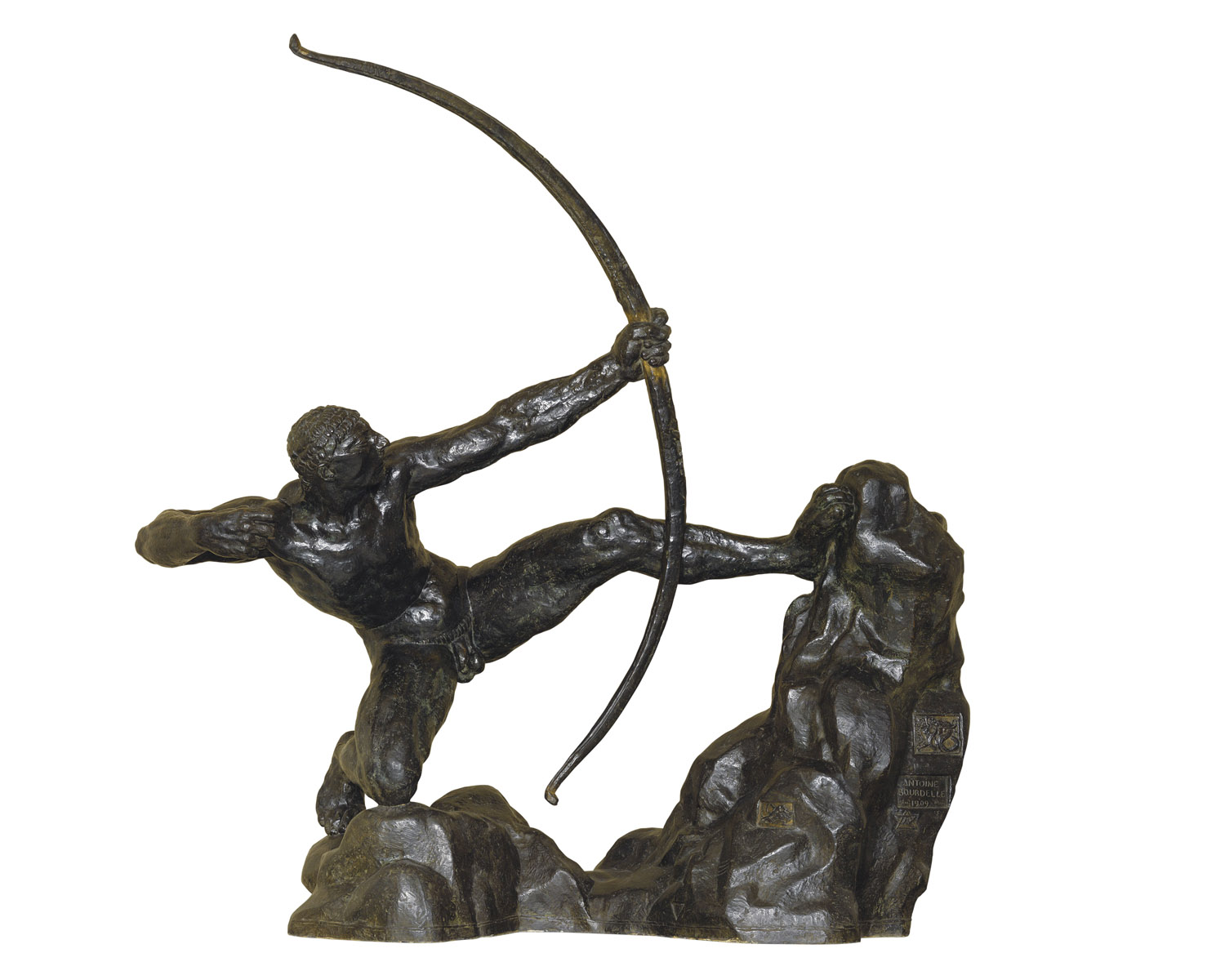
Antoine Bourdelle, Herakles the Archer, 1909
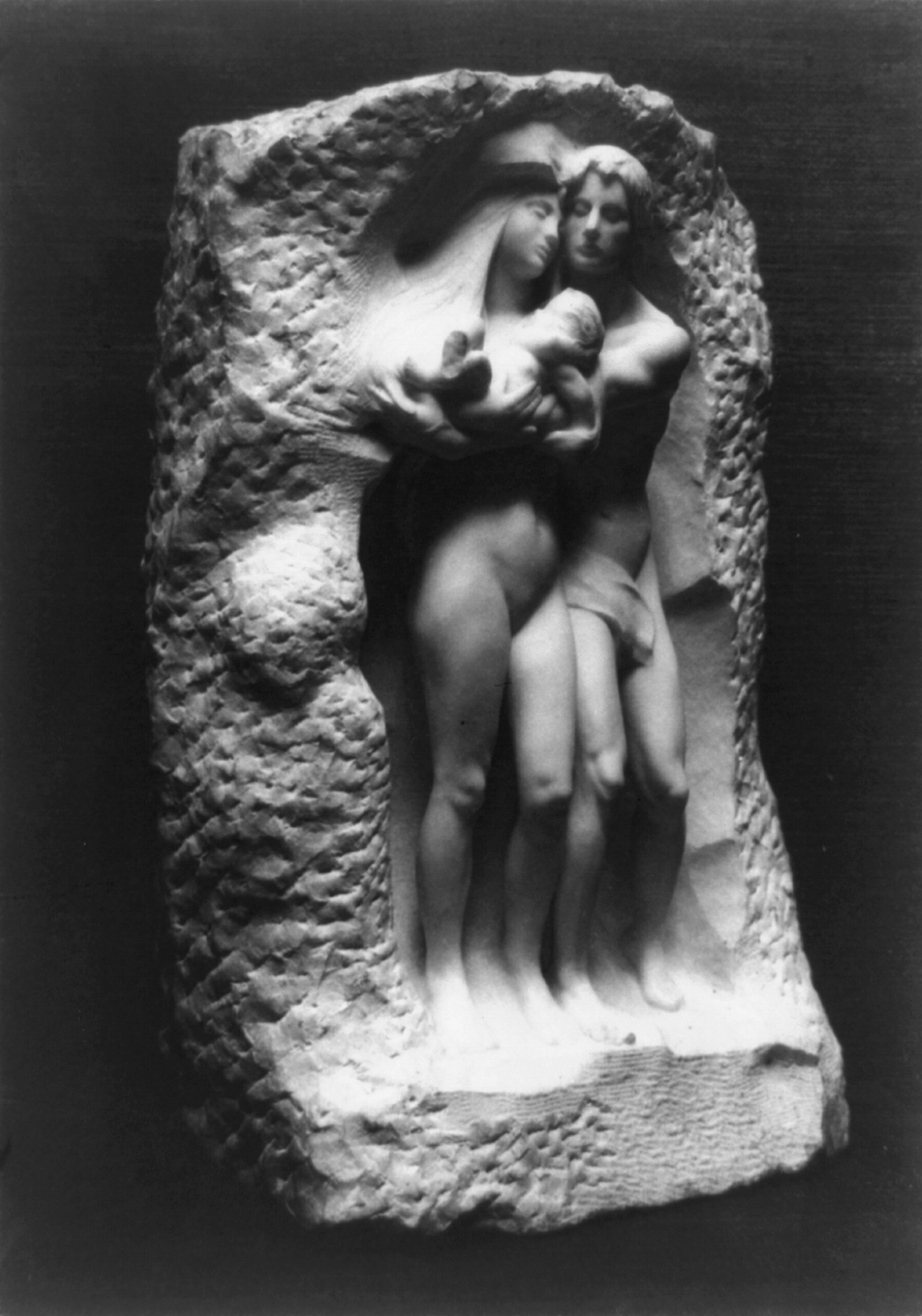
George Grey Barnard, O Nascimento, c. 1913, mármore

### 1913 Armory Show
- The Armory Show at 100: Modern Art and Revolution, The New-York Historical Society
- Smithsonian, Archives of American Art, álbum de recortes de Walt Kuhn com recortes de imprensa documentando o Armory Show, vol. 2, 1913. Catálogo do Armory Show (ilustrado) das páginas 159 a 236
- Catálogo da exposição internacional de arte moderna da Associação de Pintores e Escultores Americanos. Publicado em 1913 pela Associação em Nova York
- Armory Show de 1913: a história em fontes primárias, Arquivos de Arte Americana, Smithsonian Institution
- Recriação virtual do Armory Show dos Programas de Estudos Americanos da Universidade da Virgínia
- Obras de arte expostas no Armory Show da associação de pintores e escultores americanos, Nova York, Library of Congress
- The Armory Show at 100: Armory Show 1913 Complete List, The New-York Historical Society

### Armory mostra depois de 1913
- The "New" Armory Show
- Artigo Artkrush.com no Armory Show de 2006 (março de 2006)
- 2010 Armory Show
- Galerias Swann – The Armory Show at 100 – Exposição até 5 de novembro de 2013
- Armory Show 2014: Lista de galerias expositoras